# آقامحمدخان قاجار
آقامحمدخان قاجار (۷ محرم ۱۱۵۵ – ۲۱ ذی‌الحجه ۱۲۱۱ ه‍جری قمری) از سال ۱۷۹۶ تا ۱۷۹۷ میلادی، شاه ایران بود. او از ۱۷۷۹ تا ۱۷۹۶ میلادی به تحکیم پایه‌های قدرت خود پرداخت که این تلاش‌ها در نهایت به یکپارچه‌سازی دوباره ایران و تاسیس دودمان قاجار شد؛ دودمانی حدود ۱۳۰ سال بر ایران حکومت کردند.
آقامحمدخان در زمان کشاکش میان شاخه‌های ایل قاجار متولد شد. شش ساله بود که توسط عادل‌شاه، اسیر و سپس اخته شد که به همین دلیل او را «آغا» می‌خوانند. با برکناری عادل‌شاه، از مشهد گریخت و پیش خانوادهٔ خود بازگشت. او ۱۰ سال در کنار پدرش محمدحسن‌خان قاجار که رؤیای پادشاهی ایران را داشت سپری کرد؛ اما با وجود برتری کوتاه مدت قاجاریان بر دیگر مدعیان، کریم‌خان زند آن‌ها را شکست داد و آقامحمدخان را به عنوان اسیر با خود به شیراز برد. کریم‌خان در شیراز با آقامحمدخان با مهربانی رفتار کرد و از او در مسائل مختلف مشورت می‌خواست. آقامحمدخان ۲۰ سال آنجا ماند تا اینکه کریم‌خان درگذشت. سپس با کمک عمه‌اش خدیجه بیگم که همسر کریم‌خان بود، از شیراز گریخت و خود را به مازندران رساند. او توانست میان شاخه‌های ایل قاجار اتحادی برقرار کند و در مدت کمی بر تمام شمال ایران مسلط شود.
آقامحمدخان در سال ۱۷۸۳ میلادی تهران را که یکی از مراکز قدرت زندیان بود محاصره کرد؛ اما موفق به فتح آن نشد. علی‌مرادخان زند در تلافی این عمل سپاهی را برای سرکوب قاجاریان راهی مازندران کرد. بیشتر طرفداران آقامحمدخان او را تنها گذاشتند و استرآباد محاصره شد. سپاه زند پس از مدتی با کمبود آذوقه روبرو گردید؛ آقامحمدخان از این فرصت استفاده کرده و آنان را شکست داد و زندیان را از مازندران بیرون کرد. سپس باز هم به تهران لشکر کشید و اهالی شهر به او گفتند که تنها کسی که پایتخت ایران، اصفهان را تحت سلطهٔ خود داشته باشد را به عنوان حاکم خود می‌پذیرند. نتیجتاً راهی اصفهان شد و در کاشان نیروهای زند را شکست داد. جعفرخان زند، جانشین علی‌مرادخان، با شکست سپاهش به شیراز عقب‌نشینی کرد و اصفهان به دست آقامحمدخان افتاد.
بدین ترتیب، با بازگشت آقامحمدخان به تهران اهالی شهر بدون جنگ او را پذیرفتند. در همین زمان، هدایت‌الله‌خان، والی فراری گیلان، با یاری روس‌ها به آن ولایت برگشت که منجر به بازگشت آقامحمدخان به شمال شد. هدایت‌الله‌خان که مقاومت را بیهوده می‌دید، دوباره فرار کرد و در راه کشته شد. در همین خلال، جعفرخان توسط صیدمرادخان زند برکنار شد و جنگ داخلی در میان زندیان درگرفت. پیروز این جنگ، لطفعلی‌خان زند بود. آقامحمدخان در نخستین روزهای استقرار لطفعلی‌خان در شیراز، به فارس لشکر کشید. جنگی بی‌نتیجه درگرفت و خان قاجار پس از مدتی به تهران بازگشت. آقامحمدخان در تهران برادر خود، جعفرقلی‌خان را که همیشه به او وفادار بود به قتل رساند؛ زیرا تصور می‌کرد او ممکن است برای سلطنت باباخان (فتحعلی‌شاه آینده) مشکل‌ساز گردد.
آقامحمدخان در بهار ۱۷۹۱ به سمت آذربایجان لشکر کشید و آن ناحیه را مطیع خود کرد. در بازگشت، به او خبر رسید که حاج ابراهیم کلانتر دروازه‌های شیراز را بر روی لطفعلی‌خان بسته است و خان زند آواره گردیده است. با شنیدن این خبر با تمام قوا به آن سمت لشکر کشید. جنگ بزرگی درگرفت و درحالی که ابتدا پیروزی با لطفعلی‌خان بود، در پایان آقامحمدخان پیروز شد. لطفعلی‌خان به سمت طبس عقب‌نشینی کرد و آقامحمدخان در ژوئیه ۱۷۹۲ پیروزمندانه وارد شیراز شد. یک ماه در شیراز ماند و سپس به تهران بازگشت؛ تا اینکه خبر رسید لطفعلی‌خان بر کرمان چیره شده است. از بیم قدرت‌گیری مجدد رقیب، به آن سمت لشکر کشید. کرمان برای چهار ماه محاصره شد؛ تا اینکه شخصی از داخل شهر دروازه را بر او گشود. آقامحمدخان بر کرمان چیره شد. در آنجا دست به کشتار مردم شهر زد و تعداد زیادی را کور کرد. دیری نپایید که خبر دستگیری لطفعلی‌خان زند در بم به او رسید. وی ابتدا خان زند را شکنجه و کور کرد و سپس دستور داد او را به تهران بفرستند. مدتی بعد در همان‌جا وی را کشتند. آقامحمدخان از کرمان به شیراز بازگشت و در آنجا حاج ابراهیم را صدراعظم خود کرد و باباخان را به حاکمیت فارس، یزد و کرمان گماشت. سپس به تهران بازگشت تا برای حملهٔ قفقاز آماده شود.
او با ۶۰ هزار سرباز راهی قفقاز شد. ابتدا قره‌باغ را تابع خود کرد و سپس مسیر تفلیس در پیش گرفت. ایراکلی‌خان، پادشاه گرجستان، به تابعیت خود از ایران پایان داده بود و تحت حمایت روسیه قرار گرفته بود. آقامحمدخان به او فرصت داد که از تصمیم خود بازگردد، اما او نپذیرفت. پس به تفلیس لشکر کشید؛ آن را فتح و مردم شهر را قتل‌عام کرد. در راه بازگشت، در دشت مغان به صورت رسمی خود را شاه ایران اعلام کرد و با بازگشت به تهران تاج بر سر نهاد. سپس راهی خراسان شد و بدون جنگ بزرگی آن‌جا را فتح کرد. در خلال تدارک برای حمله به بخارا، روسیه به ایران حمله کرد و آقامحمدخان به قفقاز بازگشت، اما پیش از رسیدن او سپاه روس عقب‌نشینی کرده بود. سپس با ابراهیم‌خان، حاکم قره‌باغ، درگیر شد؛ تا اینکه وی از جانبش گریخت. پس از این اتفاق، وارد شوشی، مرکز قره‌باغ، شد و در سومین روز اقامت در آنجا توسط خدمتکارانش کشته شد. فتحعلی‌شاه، برادرزاده‌اش، پس از مرگ او به پادشاهی ایران رسید. جسد آقامحمدخان را ابتدا در شوشی دفن کردند و سپس به تهران و از آن‌جا به نجف انتقال دادند.

## زمینهٔ تاریخی
در ۱۷۲۲ م/۱۱۳۵ ه‍.ق پس از ماه‌ها محاصره، قبایل افغان غلزایی با هدایت محمود افغان موفق به ورود به اصفهان شدند. با سقوط پایتخت، ایران درگیر آشوب و جنگ داخلی شد و شاه مملکت، سلطان حسین، نیز زندانی گردید. یکی از پسران او که تهماسب میرزا نام داشت، از اصفهان گریخت و خود را به تهران رساند. در آنجا فتحعلی‌خان، رهبر قبایل قوانلو قاجار که از طوایف ترکمان قزلباش بودند، با آغوش باز او را پذیرفت. آن شاهزاده که دیگر شاه تهماسب دوم خوانده می‌شد، یاری فتحعلی‌خان را رد نکرد و او را «وکیل‌الدوله» خود خواند. پس از زد و خوردهایی در شمال و شمال شرقی ایران، شخصی به نام طهماسب‌قلی‌خان (بعدها نادرشاه) که رهبر چندی از قبایل ترکمان و کرد بود، به آن‌ها پیوست. این طهماسب‌قلی‌خان از خود توانایی نشان داد و به سرعت میان او و فتحعلی‌خان رقابتی ایجاد شد اما پیش از آنکه به نتیجه برسد، خان قاجار در ۱۷۲۶ م. به‌طور مرموزی کشته شد؛ احتمالاً با دسیسه‌ای از سوی محمدحسین‌خان، رهبر قبایل دَوَلو قاجار.
در جریان مجموعه‌ای از درگیری‌ها، شاه تهماسب دوم با کمک متحدانش از جمله طهماسب‌قلی‌خان، بر بخش‌های بزرگی از ایران سلطه پیدا کرد؛ افغان‌ها را سرکوب و عثمانی و روسیه را از برخی قسمت‌هایی که اشغال کرده بودند، بیرون راند. او در ۱۷۳۱ م. به جنگ عثمانی رفت و شکست خورد. بخش‌های بزرگی از مناطقی که طهماسب‌قلی‌خان آزاد ساخته بود، دوباره از دست رفت. طهماسب‌قلی‌خان این را دستمایه‌ای قرار داد و به همان دلیل شاه صفوی را برکنار و پسر نوزاد او را با نام عباس سوم جانشینش کرد. او مدتی بعد در ۱۷۳۶ م/۱۱۴۸ ه‍.ق شورایی در دشت مغان گرد آورد و سلسلهٔ صفویه را منقرض و خود را با نام نادرشاه، پادشاه ایران اعلام کرد.
در روسیه پتر کبیر به سال ۱۶۸۲ میلادی به حکومت رسید. او در یک دورهٔ سلطنت طولانی اصلاحات گستردهٔ اجتماعی، اقتصادی و سیاسی اعمال کرد و در ۱۷۲۱ میلادی نام کشور خود را از روسیهٔ تزاری به امپراتوری روسیه تغییر داد. در آغاز سلطنت او روسیه کشوری بود که تقریباً همهٔ جمعیت ۱۴ میلیونی‌اش کشاورز بودند و تنها بخش کوچکی از آن جمعیت در شهرها زندگی می‌کردند. پتر با اصلاحاتی که انجام داد، اشراف روس را تضعیف کرد و تمرکز قدرت را افزایش داد. همو در ۱۷۲۲ میلادی و هم‌زمان با سقوط اصفهان، به قفقاز حمله کرد و اندکی بعد در همان سال، به صورت تمام عیار به ایران حمله‌ور شد و بخش‌های بزرگی از آن کشور که در آشفتگی به سر می‌برد را اشغال کرد. پتر در ۱۷۲۵ میلادی مُرد و جانشینانش بخش‌های اشغال‌شده را طی دو عهدنامهٔ ۹ و ۱۲ سال بعد (عهدنامه رشت و گنجه) به ایران نادرشاهی بازپس دادند.
پس از پتر، حکومت روسیه به ترتیب به کاترین یکم، آنا و الیزابت رسید. پس از مرگ الیزابت در ۱۷۶۲ میلادی، پتر سوم جانشینش شد اما همسر او، کاترین، کودتایی ترتیب داد و خود با نام کاترین دوم تاج و تخت را در اختیار گرفت. اگرچه، کاترین دوم، معروف به کاترین کبیر، قدرت اشراف را افزایش داد اما او در عین حال سعی کرد قلمروی نفوذ سیاسی روسیه را در میان همسایگانش افزایش دهد. او در ۱۷۶۸ م. اتحادیهٔ مشترک‌المنافع لهستان–لیتوانی را به تحت‌الحمایهٔ روسیه تبدیل کرد و از همان سال تا ۱۷۷۴ م. درگیر جنگی با عثمانی بود که به‌طور قاطعانه‌ای روسیه از آن پیروز بیرون آمد. نزدیک به یک دهه پس از آن، در ۱۷۸۳ م. بود که روس‌ها در جریان آشوبی که پس از مرگ کریم‌خان زند در ایران ایجاد شده بود، عهدنامهٔ گرجیوسک را با گرجی‌ها به امضا رساندند تا آنان را تحت حمایت سیاسی و نظامی روسیه قرار دهند. این گونه بود که زمینهٔ برخورد میان منافع ایران و روسیه در عصر آقامحمدخان فراهم شد.

## سال‌های اولیه و اسارت

### تولد و کودکی
آقامحمدخان در سال ۱۷۴۲ م/۱۲۱۱ ه‍.ق در استرآباد متولد شد. پدرش محمدحسن‌خان قاجار نام داشت و پدربزرگش فتحعلی‌خان قاجار بود. در زمان تولد محمد، پدر او در بیابان‌های قره‌قوم و تحت حفاظت ترکمن‌های یموت مخفی شده بود. دلیل این اختفا، دشمنی و رقابت میان دو شاخهٔ ایل قاجار، یعنی قوانلوها و دَوَلوها بود. محمدحسن‌خان از شاخهٔ قوانلو بود و در این زمان، خان‌های شاخهٔ رقیب از قدرت بیشتری برخوردار بودند.
محمد و مادرش، دختر اسکندرخان قوانلو، در استرآباد در خانهٔ شخصی به نام سید مفید ساکن بودند. دو سال پس از تولد او، در ۱۷۴۴ م، محمدحسن‌خان که با یک مدعی صفوی به نام سام میرزا در ارتباط بود، به استرآباد یورش برد. این حمله نه تنها علیه دولوها بود، بلکه به همان اندازه علیه نادرشاه نیز بود. محمدحسن‌خان ۲٬۰۰۰ سرباز ایلاتی قجری و ۱٬۰۰۰ سرباز از ترکمن‌های یموت با خود داشت. او به فتح آسانی دست پیدا کرد و محمدزمان‌خان دولو، پسر بیگلربیگی شهر محمدحسین‌خان دولو که در این زمان در استرآباد نبود، از شهر گریخت.

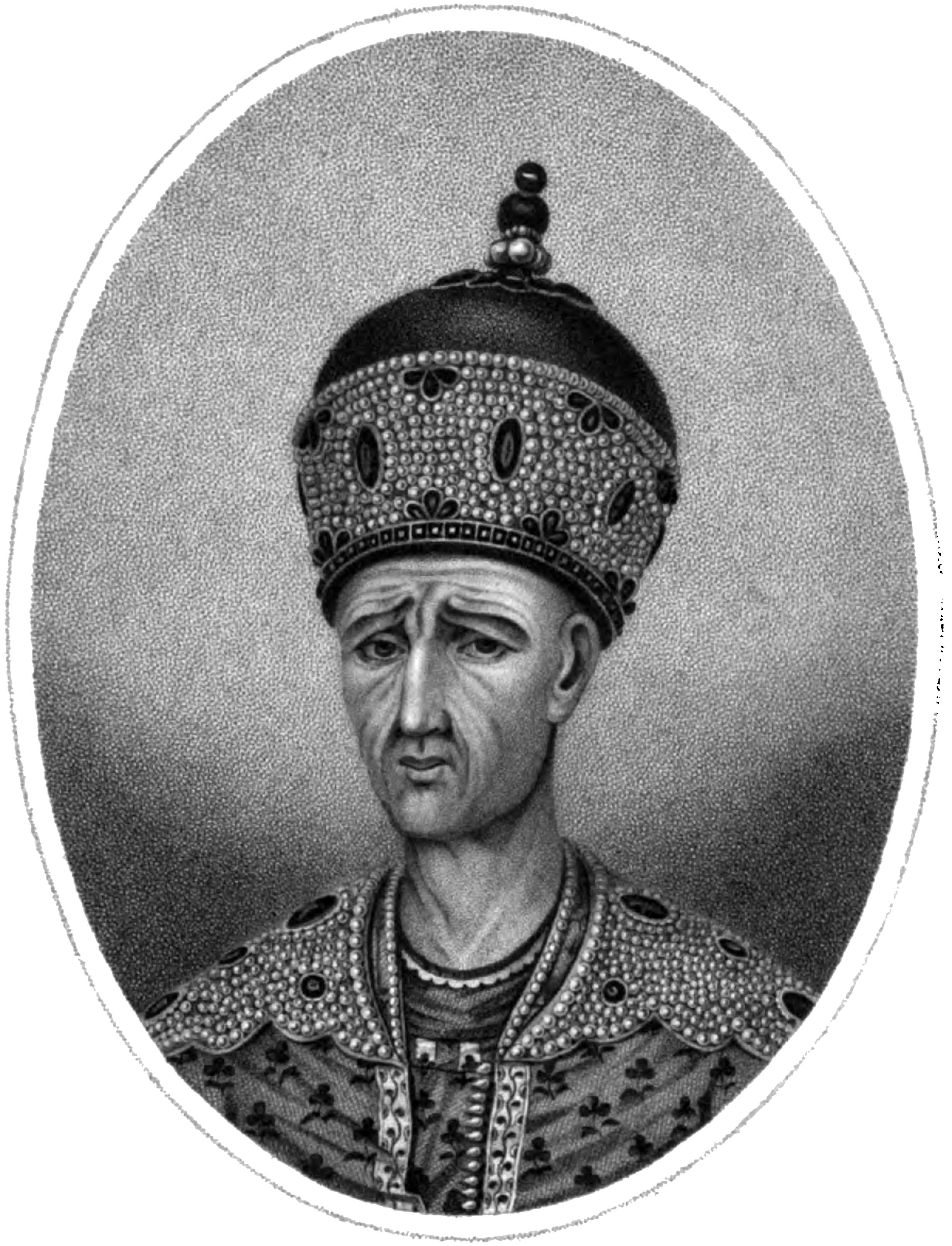
نگاره‌ای از آقامحمدخان قاجار، برگرفته از کتاب تاریخ ایران اثر جان ملکم.

اگرچه، محمدحسن‌خان با مقاومت زیادی روبرو نشد اما بخت به زودی از او برگشت؛ مدعی صفوی پیش از آغاز شورش دستگیر شد، یموت‌ها سهم خود از خزانهٔ شهر را برداشتند و رفتند و بیگلربیگی مازندران که قول همکاری داده بود، هم به یاری او نیامد. نتیجتاً، سردار اعزامی نادرشاه، بهبودخان، به آسانی او را در چند نبرد در شرق شهر شکست داد. محمدحسن‌خان مجدداً به بیابان‌های قره‌قوم گریخت. پس از شکست محمدحسن‌خان، بهبودخان انتقام سختی از قاجارهای اشاقه‌باش که قوانلوها هم بخشی از آن‌ها بودند، گرفت. محمد و مادرش هنوز در خانهٔ سید مفید در استرآباد بودند، از بخت خوبشان توجه بهبودخان به حضور آن‌ها جلب نشد.
محمدحسن‌خان چندی بعد به خیوه که تحت حاکمیت نادرشاه بود، حمله برد اما مجدداً شکست خورد و گریخت. با قتل نادرشاه در ۱۷۴۷ م/۱۱۶۰ ه‍. ق، محمدحسن‌خان دوباره تلاش کرد استرآباد را تسخیر کند اما این بار توسط عادل‌شاه شکست داده شد. چون عادل‌شاه وارد شهر شد، پسر او، محمد را، که در این زمان شش ساله بود، دستگیر کرد و به مشهد فرستاد. عادل‌شاه بنا داشت او را بکشد، اما به اخته کردنش بسنده کرد؛ به همین دلیل است که محمد را «آغا» خوانده‌اند.

### از مشهد تا شیراز
دیری نپایید که عادل‌شاه توسط ابراهیم‌شاه برکنار و در ۱۷۴۹ م، توسط شاهرخ‌شاه کشته شد. اندکی پس از مرگ او آقامحمد پیش خانوادهٔ خود بازگشت و در ۱۰ سال آینده پدرش را در ماجراجویی‌هایش همراهی کرد. در این زمان، آرایش قدرت در ایران از این قرار بود: بازماندگان نادر بسیار تضعیف شده بودند؛ احمدشاه درانی و افغان‌های ابدالی تقریباً قدرت در خراسان را در دست داشتند؛ اصفهان در دست علی‌مردان‌خان و بختیاری‌ها بود؛ فارس و لرستان تحت حکومت کریم‌خان زند بودند و آزادخان افغان بر آذربایجان حکومت می‌کرد؛ محمدحسن‌خان که رؤیای پادشاهی ایران را در سر داشت، در گرگان و مازندران قدرت اصلی بود و اندکی بعد گیلان را هم تحت حاکمیت خود گرفت. در ۱۷۵۱ م، کریم‌خان زند در کرمانشاه علی‌مردان‌خان و بختیاری‌ها را محاصره کرد. محمدحسن‌خان قاجار برای کمک به او، به غرب ایران لشکر کشید اما با شنیدن شکست علی‌مردان‌خان، به استرآباد عقب نشست؛ آن هم درحالی که کریم‌خان زند و نیروهایش در تعقیب او بودند. با این حال، قاجارها با کمک یموت‌ها، موفق شدند کریم‌خان را به تهران عقب برانند. محمدحسن‌خان چند سال آینده را به برقراری نظم در شمال ایران پرداخت. او در ۱۷۵۵ م، لشکر ابدالی را در سبزوار شکست داد؛ یک سال بعد، به سمت اصفهان لشکر کشید و پایتخت ایران را فتح کرد.
محمدحسن‌خان در ادامه در گلون‌آباد کریم‌خان را شکست داد اما با شنیدن حملهٔ آزادخان مجبور به عقب‌نشینی شد. او در چند نبرد، آزادخان را شکست داد و او را مجبور به فرار به قلمروی عثمانی کرد. سپس پسرش آقامحمدخان را به عنوان نایب خود در تبریز گماشت. این زمان اوج قدرت محمدحسن‌خان بود، زمانی که از تبریز تا یزد به نام او سکه می‌زدند اما بخت محمدحسن‌خان به سرعت تیره شد. او در اواخر ۱۷۵۷ م. از اصفهان به سمت شیراز به راه افتاد و کریم‌خان را در آن شهر محاصره کرد. در طول چند ماه، سپاهش به مضیقه افتاد و مجبور به عقب‌نشینی شد. کریم‌خان یکی از سرداران کارآمد خود، شیخ‌علی‌خان را به تعقیب او فرستاد. محمدحسن‌خان برای پناه گرفتن در استرآباد به سوی مازندران می‌رفت اما اعمال پیروان خودش، از جمله محمدحسین‌خان دولو، مجبورش کرد که در شرایط نامساعدی با سپاه زند روبرو شود. اگرچه، محمدحسن‌خان در نبرد از خود شجاعت نشان داد اما در زمان فرار توسط محمدخان سوادکوهی در فوریه ۱۷۵۸ م. کشته شد. سر بریدهٔ او را نزد شیخ‌علی‌خان زند فرستادند و او نیز برای کریم‌خان فرستاد. کریم‌خان دستور داد سر محمدحسن‌خان را با گلاب بشویند و در حرم عبدالعظیم حسنی به خاک سپارند.
پس از آن، کریم‌خان زند وارد استرآباد شد و خزانهٔ شهر را برای خود برداشت. او محمدحسین‌خان دولو را به عنوان بیگلربیگی آن ایالت منصوب کرد. آقامحمدخان پس از مرگ پدر خود، گریخته بود اما اندکی بعد توسط محمدخان سوادکوهی که محل اختفای او را می‌دانست، دستگیر شد. وی آقامحمدخان و همراهانش را به تهران نزد کریم‌خان زند فرستاد. وکیل از آنان دلجویی کرد و دستور داد آقامحمدخان و نزدیکانش را به دامغان بفرستند. آقامحمدخان دو سال در آنجا ماند؛ تا اینکه بنا به توصیه محمدحسین‌خان قاجار، آنان را مجدداً به تهران فراخواند. کریم‌خان گروهی از آن‌ها که محمدخان نیز یکی از آنان بود را به عنوان اسیر، به شیراز فرستاد. مدتی بعد، برادر تنی او حسین‌قلی‌خان (جهانسوز، پدر فتحعلی‌شاه) را هم به شیراز منتقل کرد. آنجا خدیجه‌بیگم، عمهٔ آن‌ها که همسر کریم‌خان بود، از آن‌ها حمایت کرد. کریم‌خان به دو برادر دیگرشان، مصطفی‌قلی‌خان و مرتضی‌قلی‌خان، چون مادرشان خواهر محمدحسین‌خان دولو بود، اجازه داد در استرآباد بمانند. پنج پسر دیگر محمدحسن‌خان را هم به قزوین فرستادند.

### در دربار وکیل
در شیراز کریم‌خان زند با آقامحمدخان به نیکی رفتار کرد. هرچند منابع قاجاری می‌گویند که او در آنجا چون یک مهمان بوده اما به نظر می‌رسد که این رفتار وکیل از روی حس تحقر نسبت به آقامحمدخان بوده است. آقامحمدخان ۲۰ سال در دربار زندیه به اسارت ماند و در طول این زمان، کریم‌خان با او در مسائل مختلف مشورت می‌کرد. گفتگوهای میان این دو در ربط با موضوعات گوناگون چون تاریخ ایران و حکومت‌داری و نقل حکایت‌ها و افسانه‌هاست. کریم‌خان زند آقامحمدخان را «پیران ویسه» که در شاهنامه وزیر افراسیاب و از پشتیبانان سیاوش است، می‌خواند. او معمولاً در شیراز وقتش را به شکار سپری می‌کرد. 

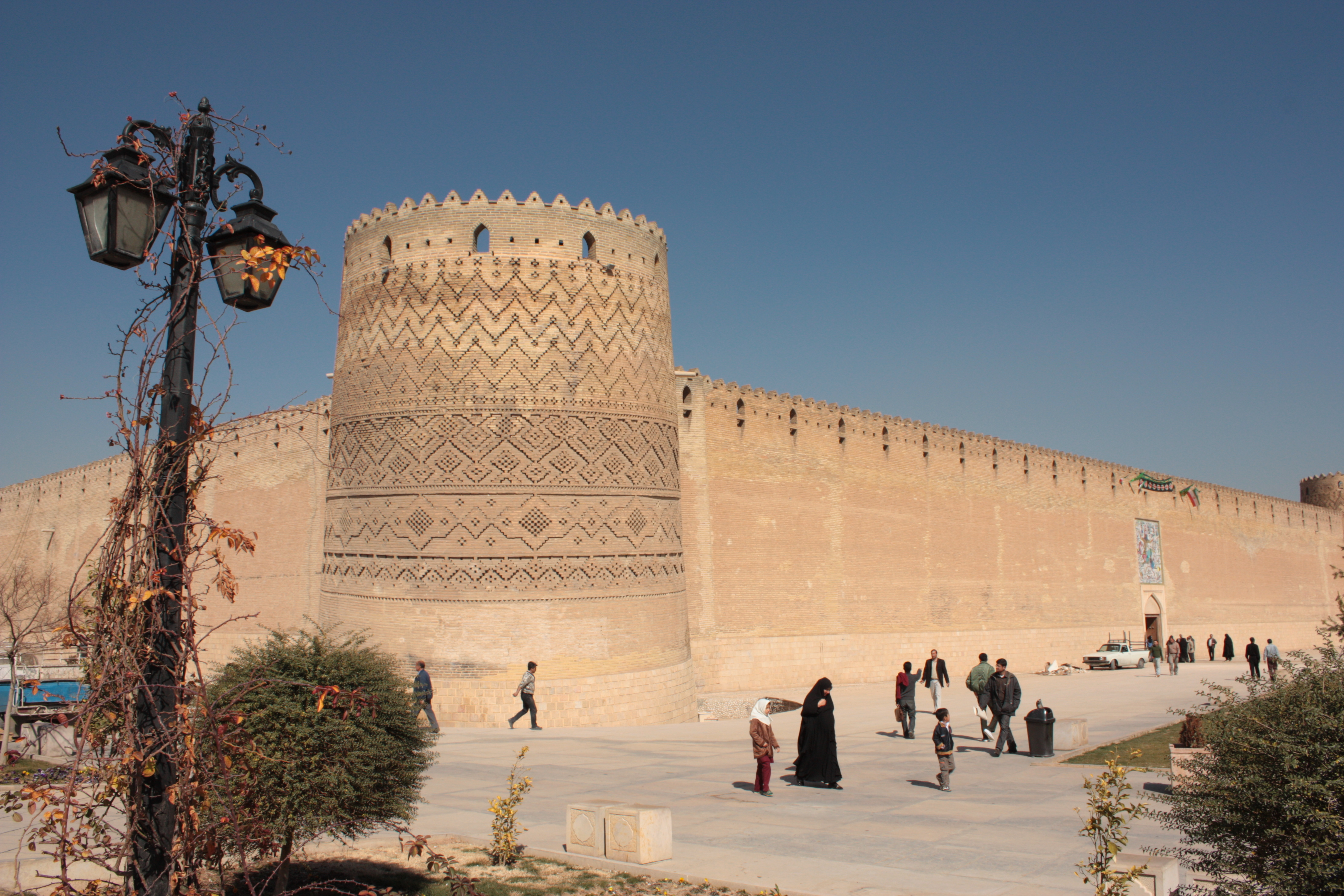
تصویری از ارگ کریم‌خان که محل اقامت دودمان زند بود. آقامحمدخان بیشتر وقت خود را در طول اسارت در این مکان می‌گذراند.

در یکی از این حکایت‌ها، به نقل از رستم‌التواریخ، وکیل از او در مورد رابطهٔ ایران و انگلیسی‌ها می‌پرسد و آقامحمدخان هم پاسخ می‌دهد: «ایران مانند استری چموش است و فرنگی حکیمی کاردان. بر استر چموش نمی‌توان سوار شد؛ مگر به زیرکی و تدبیر.» در حکایتی دیگر، از فتحعلی‌شاه نقل است که آقامحمدخان نفرت خود از وکیل را با ریز ریز کردن قالی‌های قصر او به وسیلهٔ خنجر، بروز می‌داد. کریم‌خان نیز در جواب گفت: «به روی او نیاورند که دل‌شکسته و پدر کشته است.»
با وجود رفتار مهربانانهٔ وکیل، آقامحمدخان قاجار به هر روی اسیر او بود و وی را قاتل پدر خود می‌دانست اما این اسارت به محمدخان کمک کرد که رقبای خود را از نزدیک بشناسد و اختلافات میان آنان را ببیند. به علاوه، حضور خدیجه‌بیگم در حرم‌سرای کریم‌خان باعث می‌شد که او از اسرار دربار بی‌خبر نماند؛ همو بود که پس از مرگ وکیل آقامحمدخان را از اسارت فراری داد.
در ۱۷۶۹ م، کریم‌خان زند، حسین‌قلی‌خان جهانسوز برادر آقامحمدخان را به حاکمیت قومس گماشت تا ضمن مقابله با نفوذ دولوها، حکومت دودمان زند بر آن ناحیه را حفظ کند اما زمان نشان داد که این تصمیم اشتباهی بود؛ زیرا او در پی انتقام از شاخه رقیب ایل قاجار برآمد. رقابت میان دو شاخه به اندازه‌ای بالا گرفت که کریم‌خان مجبور شد مداخله کند. در آخر، حسین قلی‌خان در ۱۷۷۷ م. توسط یموت‌ها در شرق استرآباد کشته شد. در این زمان او از همسر خود آسیه خانم عزت‌الدینلو دو فرزند داشت: فتحعلی و حسین‌قلی. از آنجا که آقامحمدخان فرزندی نداشت، با مرگ برادرش حسین‌قلی‌خان جهانسوز، فرزند خردسالش فتحعلی به وارث محمدخان به عنوان رئیس ایل قوانلو تبدیل شد.
به هر روی، کریم‌خان در مارس ۱۷۷۹ م/۱۱۹۳ ه‍.ق درگذشت. آقامحمدخان چند روز پیش از مرگ او، از طریق خدیجه‌بیگم از بیماری او آگاه شده بود و به بهانهٔ شکار شیراز را ترک کرده بود. چون مرگ وکیل فرا رسید، خان قاجار که در این زمان ۳۷ سال داشت، گریخت و رو به سوی مازندران نهاد. خروج او از شیراز به معنای ادعای دوبارهٔ قاجاریان بر تاج و تخت ایران بود؛ موضوعی که آقامحمدخان آن را نه یک رؤیای جدید که جامهٔ عمل پوشاندن به آرزوهای پدر خود می‌دید.

## در مسیر پادشاهی
آقامحمدخان از همان ابتدا از دو اشتباهی که پدرش مرتکب آن شده بود، دوری جست؛ اول آنکه تلاش کرد به دشمنی میان قبایل قاجار که در شکست محمدحسن‌خان اثر گذار بود، پایان دهد و دوم سعی کرد ائتلافی میان قبایل شمال و شمال غرب ایران ترتیب دهد تا هم بر قبایل جنوب و جنوب غرب بچربد و هم در زمان درگیری‌اش با مدعیان دیگر، خیالش از پشت سر آسوده باشد. رفع این دو مشکل به او این امکان را داد تا از آن استحکام سیاسی که اسلافش — غلزایی‌ها، افشاریان، زندیان و پدر خودش — از زمان سقوط اصفهان دارا نبودند، برخوردار شود. 

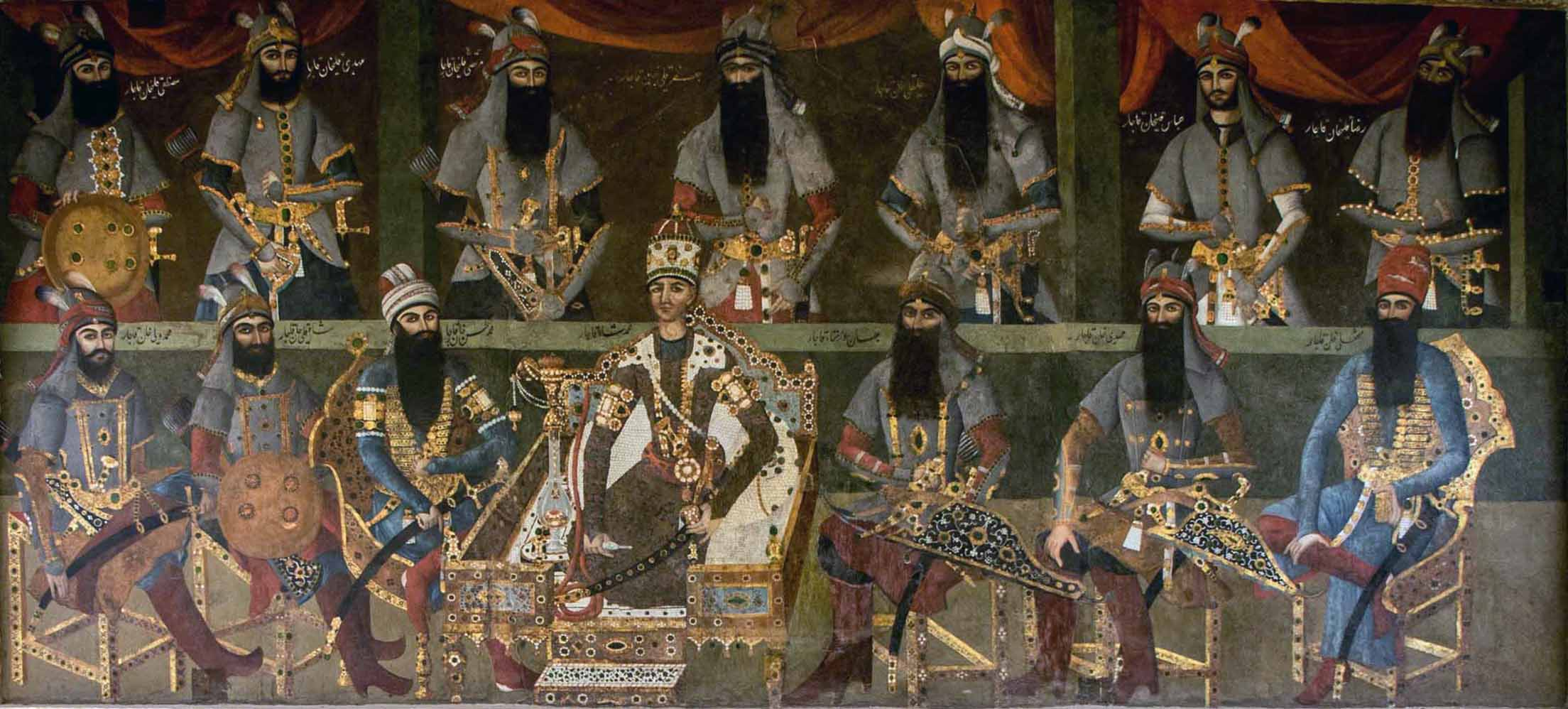
نقاشی عبدالله‌خان نقاش‌باشی از آقا محمدخان قاجار در کاخ سلیمانیهٔ کرج.

زندگی آقامحمدخان را می‌توان به چهار دوره تقسیم کرد: سال‌های آغازین زندگی‌اش و دوران اسارتش در شیراز که مجموعاً ۳۷ سال طول کشید؛ دوران شش ساله‌ای میان ۱۷۷۹ تا ۱۷۸۵ م. که بیشتر شمال و شمال غرب ایران را در نبرد با علی‌مرادخان زند فتح کرد؛ دوره‌ای نه ساله از ۱۷۸۵ تا ۱۷۹۴ م. که سرانجامش تسخیر عراق عجم، فارس و کرمان و مرگ لطفعلی‌خان زند بود که خان قاجار را به حاکم تمام سرزمین‌هایی که کریم‌خان بر آن تسلط داشت، تبدیل کرد و دوران چهارم هم ۳ سال پایان زندگی او را شامل می‌شود که به گرجستان حمله کرد، خود را پادشاه ایران اعلام نمود و سپس خراسان را گرفت و به سلسلهٔ افشار پایان داد. او در زمان مرگ برنامهٔ حمله به هرات، بخارا و احتمالاً بغداد را در سر می‌پروراند.

### در مازندران
در ۱۷۷۹ م، آقامحمدخان پس از سال‌ها رو به سوی زادگاه خود نهاد. او در راه در ورامین با قاجارهای دولو ملاقات کرد و به اختلافات گذشته پایان داد. سپس به زیارت حرم عبدالعظیم حسنی، جایی که سر پدرش مدفون بود، رفت و بعد وارد مازندران شد. نخستین کاری که نیاز داشت برای برقراری قدرت خود در مازندران انجام دهد، مطیع کردن قبایل قوانلو و برادران ناتنی‌اش بود. دو تن از برادرانش، رضاقلی و مرتضی‌قلی، حاضر نشدند که برتری او را بپذیرند و در همان ابتدا نبردی درگرفت. آقامحمدخان آن‌ها را دور زد و وارد مازندران شد. مرتضی‌قلی به استرآباد عقب نشست و جایگاه خود در آن منطقه را مستحکم کرد. آقامحمدخان نمی‌توانست علیه مرتضی‌قلی لشکرکشی کند؛ زیرا مادر او دولو بود و این درگیری می‌توانست اتحاد شکننده‌ای که میان قبایل قاجار ایجاد کرده بود را از بین ببرد.
در ۱۷۸۱ م، موضوع جدیدی روی داد که تمرکز آقامحمدخان را به خود جلب کرد. علی‌مرادخان زند سپاهی متشکل از نیروهای زند و قبایل افغان به رهبری محمودخان، پسر آزادخان افغان را برای سرکوب آقامحمدخان راهی مازندران کرده بود. خان قاجار برادر خود، جعفرقلی را به فرماندهی نیروهای قبایل قاجاری منصوب کرد. دو لشکر با یکدیگر روبرو شدند و در آخر کار، قاجارها توانستند آن‌ها را عقب برانند. موقعیت آقامحمدخان در مازندران به صورت موقتی، مستحکم شده بود. او بارفروش (بابل امروزی) را مرکز قدرت خود کرد و فتحعلی و حسین‌قلی، فرزندان برادرش جهانسوز را زیر پر و بال خود گرفت؛ از همان زمان علاقهٔ او نسبت به فتحعلی آشکار بود. رضاقلی، برادر خان قاجار، سپاهی از نیروهای لاهیجانی گرد آورد و به بارفروش تاخت. او موفق شد آقامحمدخان را دستگیر کند. خبر که استرآباد رسید، دیگر برادر آقامحمدخان نیروهای قجری و ترکمن را جمع‌آوری کرد و به ساری حمله کرده و آقامحمدخان را آزاد کرد. رضاقلی و آقامحمدخان آشتی کردند اما او هنوز راضی نبود؛ نتیجتاً، به اصفهان گریخت و از زندیان، ابتدا علی‌مرادخان و سپس صادق‌خان، درخواست کمک کرد و چون هیچ‌کدام به او یاری نرساندند، به خراسان گریخت و مدتی بعد همان‌جا مرد. پس از مرگ رضاقلی، هوادارانش به آقامحمدخان پیوستند و در نبرد علیه مرتضی‌قلی که درحال آماده شدن برای حمله به مازندران بود، جنگیدند. پس از چند برخورد، آقامحمدخان پذیرفت به صورت دوفاکتو مرتضی‌قلی را به حاکمیت استرآباد منصوب کند.

### رویارویی با علی‌مرادخان و گسترش قدرت
ستیز میان برادران قاجار و پیروزی آقامحمدخان و تبدیل شدن او به تنها قدرت واقعی در مازندران، توجه علی‌مرادخان زند را جلب کرد. خان زند تصمیم گرفت لشکری به سمت شمال بفرستد اما آقامحمدخان پیش دستی کرد و به همراه سواره‌نظام قجری و تفنگ‌چی‌های مازندرانی به سمت نیروهای او تاخت و موفق شد تا زندیان را به سمت تهران عقب براند.
سپس قومس را فتح و برای سمنان، دامغان، شاهرود و بسطام حاکمانی تعیین کرد. این اعمال، به شهرت او در جنوب البرز افزود و باعث شد به ثروتی دست پیدا کند که به همراهانش، به خصوص برادرانش، خلعت ببخشد. در همان سال ۱۷۸۱ م/۱۱۹۵ ه‍. ق، آقامحمدخان به استرآباد بازگشت تا پیمان‌های خانوادگی خود، به خصوص اتحاد با مرتضی‌قلی را تازه کند.

### نخستین برخورد با روس‌ها
نخستین برخورد آقامحمدخان با روس‌ها در همان سال، ۱۷۸۱ م، روی داد. دولت روسیه که به دنبال ایجاد راهی تجاری به سوی هند بود، کنت ووینویچ را با مأموریت تأسیس «کارخانه» در سواحل جنوب شرقی دریای خزر راهی ایران کرد. کنت با ناوگان کوچکی در گرگان پیاده شد و درخواست کرد که برای هیئت روس مجوزی جهت ایجاد مرکز تجاری در اشرف (بهشهر کنونی)، اقامتگاه مورد علاقهٔ آقامحمدخان، صادر شود. خان قاجار این تقاضا را رد کرد اما کنت بدون اجازه قرارگاه‌های اسکان موقتی در قره‌دوین و آشوراده ایجاد کرد. چون آقامحمدخان نیروی دریایی نداشت، نمی‌توانست مانع آن‌ها شود اما تصمیم داشت اجازه ندهد حضور روس‌ها در جزایر ایرانی دائمی شود. نتیجتاً، بر آن شد که با ترفندی آن‌ها را بیرون براند. او از هیئت روس خواست که در استرآباد با او ملاقات کنند و چون آن‌ها به آنجا رسیدند، دستگیر و زندانیشان کرد و تنها زمانی که ووینویچ به مردانش دستور داد سکونت‌گاه‌ها را تخریب کنند، آن‌ها را آزاد کرد.
آقامحمدخان در ۱۷۸۲ م. تصمیم گرفت گیلان را هم به قلمروهای خودش اضافه کند. احتمالاً، تجربهٔ برخوردش با روس‌ها در این تصمیم دخیل بود؛ چرا که هدایت‌الله‌خان، حاکم آن ولایت، تجار روس را به گرمی پذیرفت و آن‌ها حضوری مرتب در بازارهای رشت و انزلی داشتند. به علاوه، گیلان در این زمان منطقهٔ رو به رشدی بود و هدایت‌الله‌خان از صنعت ابریشم و تجارت دریایی با روسیه سود سرشاری می‌برد. در کنار این‌ها، موضوع برای آقامحمدخان رنگ و بوی شخصی داشت؛ هدایت‌الله‌خان توسط محمدحسن‌خان قاجار، پدر آقامحمدخان، به حاکمیت آن ولایت منصوب شده بود اما او بعدها زند را بر قاجار ترجیح داده بود. در راه پیشروی به سوی گیلان، آقامحمدخان با هیچ مقاومت جدی روبرو نشد. هدایت‌الله‌خان دو فرستاده، میرزا صدیق و آقا صادق لاهیجانی را به سمت او فرستاد تا صلح برقرار کند اما خودش گیلان را به مقصد شروان ترک کرد. خان قاجار که به گیلان رسید، خزاین رشت را مصادره کرد و دست و دل بازانه به نیروهای خود خلعت داد. سپس برادر خود، جعفرقلی‌خان را با سپاهی مأمور فتح خمسه (منطقه‌ای در جنوب البرز با زنجان در مرکزیت آن) کرد.

### نبرد استرآباد
جعفرقلی به سال ۱۷۸۲ م/۱۱۹۶ ه‍.ق در ری و کرج با نیروهای زند روبرو شد، آنان را شکست داد و سپس وارد قزوین شد. از آنجا به سمت زنجان پیشروی و آن را تسخیر کرد. آقامحمدخان با نیروهای خود در سلطانیه با برادر دیدار کرد. او تصمیم داشت که تهران را فتح کند. آن منطقه برای سال‌ها یکی از مراکز قدرت زندیان بود و می‌توانست هر زمان تهدیدی برای قاجاریان در مازندران و گیلان باشد.
آقامحمدخان با هدف بیرون راندن نیروهای وفادار به زندیان از تهران، آن را محاصره کرد اما موفقیتی به دست نیاورد. شهر درگیر طاعون شد و این طاعون به سرعت در میان محاصره کنندگان هم شایع گردید. خان قاجار نیروهایش را به سمت چشمه علی در نزدیکی دامغان عقب راند و در نهایت به مازندران بازگشت.
او در سال بعد، ۱۷۸۴ م، با بزرگ‌ترین چالش زندگی‌اش تا آن روز روبرو شد؛ ۵ سال از خروجش از شیراز گذشته بود و در این مدت شمال و جنوب البرز را تحت کنترل خود گرفته بود. او به خطری تبدیل شده بود که زندیان نمی‌توانستند نادیده بگیرند. درنتیجه، علی‌مرادخان زند، در تلافی حملهٔ سال گذشته او به تهران، پسر خود شیخ‌ویس‌خان را به فرماندهی سپاه بزرگی راهی شمال کرد. خبر حرکت این سپاه، بزرگان مازندران را بر آن داشت که تسلیم شوند و آقامحمدخان که طرفدارانش، به جز گروه انگشت‌شماری، تنهایش گذاشته بودند، به استرآباد عقب‌نشینی کرد تا موضع خود را تقویت کند. مرتضی‌قلی‌خان، برادر آقامحمدخان که شکست او را حتمی می‌دید، به زندیان پیوست. علی‌مرادخان این موضوع را به فال نیک گرفت و نیروهای بیشتری را جهت حمله به استرآباد به آن سو روانه کرد. شهر توسط زندیان، به فرماندهی محمدظاهرخان، محاصره شد. اما او اشتباهی مرتکب شد که بر زندیان گران آمد. وی حفظ خط ارتباطی سپاه با پشت سر را نادیده گرفت و چون برخوردهای متوالی حومهٔ استرآباد را به ویرانی کشید، سپاه شیراز نیازمند ارسال آذوقه از مازندران شد. آقامحمدخان این فرصت را از دست نداد. او که در استرآباد به اندازهٔ کافی آذوقه ذخیره کرده بود، دسته‌هایی را برای اختلال در کار ارسال آذوقه از مازندران برای سپاه زند ارسال می‌کرد. آنگاه که این وضعیت محاصره‌کنندگان را در مخمصه قرار داد، خان قاجار از پشت دیوارها بیرون آمد و سپاه زند را پراکنده کرد. محمدظاهرخان، فرماندهٔ سپاه، به سمت قره‌قوم گریخت اما دستگیرش کردند و به آقامحمدخان تحویلش دادند. نیروهای قاجاری به تعقیب سربازان متفرق شدهٔ زند پرداختند و آقامحمدخان خود بزرگ‌ترین دستهٔ آن‌ها را در نزدیکی اشرف شکست داد و سپس به سمت ساری پیشروی کرد. نوامبر ۱۷۸۴ م. درحالی آغاز شد که مازندران مجدداً تحت فرمان آقامحمدخان بود.

### جنگ برای اصفهان
چون خبر شکست به علی‌مرادخان رسید، سپاه جدیدی گردآورد و آن را تحت فرماندهی رستم‌خان زند به سوی مازندران روانه کرد، اما جعفرقلی‌خان قاجار مانع از پیشروی آنان شد و حمله را دفع کرد. علی‌مرادخان مدت کوتاهی پس از این جریان‌ها، در فوریه ۱۷۸۵ م. درگذشت. با رسیدن خبر درگذشت او به مازندران، آقامحمدخان خود را آمادهٔ حملهٔ جدیدی به تهران کرد.
سپاه خان قجری پشت دیوارهای تهران آماده محاصره می‌شد که از داخل شهر پیامی برای او آمد؛ حالا که جعفرخان زند اصفهان، پایتخت ایران، را در دست دارد، تهرانی‌ها خود را خادمان وفادارش می‌دانند. در ادامه پیام آمده بود که اهالی تهران تنها از کسی اطاعت می‌کنند که بر تخت پادشاهی ایران بنشیند. نتیجتاً، آقامحمدخان دریافت در صورت شکست دادن جعفرخان، می‌تواند به آسانی تهران را نیز به قلمروی خود اضافه کند. پس از دریافت این پیام، خان قجری بدون معطلی رو به سوی اصفهان نهاد. جعفرخان سپاهی برای رویارویی با او فرستاد و در نصرآباد کاشان نبردی درگرفت؛ پیروزی با آقامحمدخان بود. خبر شکست که به جعفرخان رسید، او به سمت شیراز فرار کرد و آقامحمدخان بدون مقاومت وارد اصفهان شد. دارایی‌ها و حرم‌سرای خان زند به دست او افتاد. وی همچنین خزاین اصفهان که هنوز بزرگ‌ترین و احتمالاً ثروتمندترین شهر ایران بود را نیز برای خود برداشت.

### فتح تهران، تسخیر مجدد اصفهان و اتحادهای جدید
آقامحمدخان تابستان ۱۷۸۵ م. را در اصفهان ماند و آن شهر را به مرکز قدرت خود تبدیل کرد. او در این زمان موفق شد برخی از حاکمان عراق عجم، مانند احمدخان (از پسران آزادخان افغان که در نبرد نصرآباد از فرماندهان سپاه زند بود) و خان‌های بختیاری را زیر سلطه خود بیاورد. در اصفهان او بیگلربیگی سابق شهر را مجدداً به آن عنوان منصوب کرد. حالا که به این مسائل رسیدگی کرده بود، زمان آن رسیده بود که به عهد خود با تهران عمل کند. او سردسته ایل پازوکی، از ایلات کرد را جلوتر از خودش به سمت تهران فرستاد و خودش با بخش اعظم سپاه، به سوی همدان به راه افتاد. در آنجا او اتحاد خود با ایلات ترک و کرد منطقه را تازه کرده و سپس به سمت تهران حرکت کرد. او در ۱۲ مارس ۱۷۸۶ م، نزدیک به یک سال پس از حضور قبلی‌اش در حومه تهران، وارد این شهر شد؛ شهری که توسط او به پایتخت ایران تبدیل شد و تا به امروز هم پایتخت ایران باقی مانده است. ظاهراً، در این زمان آقامحمدخان دیگر خودش را حاکم ایران می‌دانست؛ هرچند از اعلام خود به عنوان پادشاه خودداری کرد.
جعفرخان زند هنوز شیراز را در اختیار داشت. او زمانی که دید آقامحمدخان در تهران است، به سمت اصفهان پیشروی کرد. بیگلربیگی قجری شهر تلاش کرد تا از ورود او جلوگیری کند اما موفقیتی کسب نکرد. شهر مجدداً زیر فرمان زندیان قرار گرفت و جعفرخان فرماندار جدیدی برای آن منصوب کرد. او سپس نیرویی را برای تسلط بر کاشان و قم فرستاد؛ درحالی که خودش راه همدان را در پیش گرفت. با این حال، در مسیر نیروهای متحد خان‌های محلی به رهبری خسروخان، والی اردلان و محمدحسین‌خان قراگوزلو به او حمله کردند و شکستش دادند. حاکم زند به اصفهان عقب‌نشینی کرد. چون خبر از دست رفتن دارالسلطنه (اصفهان) به آقامحمدخان رسید، او راه مرکز ایران را در پیش گرفت. چون جعفرخان از این موضوع آگاه شد، اصفهان را رها کرد و به شیراز عقب نشست. خان قاجاری نیز بدون مشکل وارد شهر شد و آن را مجدداً تسخیر کرد؛ او برادر خود جعفرقلی‌خان را بیگلربیگی آن شهر کرده و سپاه نیرومندی در اختیارش گذاشت تا بتواند شهر را حفظ کند.
آقامحمدخان سپس از راه گلپایگان به راه افتاد تا با خسروخان، والی اردلان، دیدار کرده و به صورت رسمی با او بیعت کند. در مسیر، هیئتی از سوی خسروخان با هدایا و اسرای نبرد همدان به همراه نامه اظهار اطاعت به استقبالش آمد. آقامحمدخان بیعت والی را پذیرفت؛ برایش هدایایی فرستاد و چند ناحیه دیگر را به قلمروی او اضافه کرد. اتحاد میان والیان اردلان و رئیسان ایل قاجار اولین بار در زمان محمدحسن‌خان، پدر آقامحمدخان، رخ داده بود و حالا اتحاد یادشده تازه شد. در طول حکومت سلسله قاجار بر ایران ازدواج میان اعضای خانواده سلطنتی و والیان اردلان به دفعات جهت مستحکم‌تر کردن این اتحاد روی داد.

### ورود دوباره به گیلان

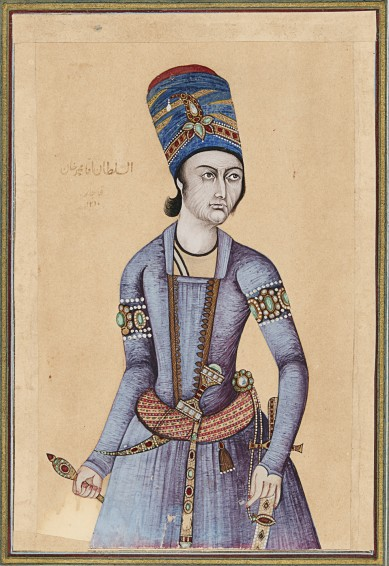
نگاره‌ای معاصر با دورهٔ آقامحمدخان؛ در ۱۲۱۰ هجری قمری.

در همان زمان، خبر شورش جدیدی از سوی والی زنجان به آقامحمدخان رسید و او را مجبور ساخت که مجدداً به آن سمت بازگردد. چون خان قاجار به زنجان رسید، والی شهر درخواست بخشش کرد و آقامحمدخان نیز وی را بخشید. او سپس از زنجان راه تهران در پیش گرفت و مدتی در آن شهر ماند اما در گیلان اتفاقاتی در حال رخ دادن بود که توجه او را می‌طلبید. هدایت‌الله‌خان، خان سابق گیلان، ظاهراً با حمایت روس‌ها، به آن ولایت بازگشته بود. با اتحاد هدایت‌الله‌خان و روسیه آقامحمدخان تمام سواحل شمالی ایران را در خطر می‌دید. بازگشت هدایت‌الله‌خان به رشت برای آقامحمدخان دلیل کافی برای لشکرکشی مجدد به گیلان بود؛ حال آنکه او با روس‌ها نیز همکاری می‌کرد.
از بخت خوب آقامحمدخان، هدایت‌الله‌خان به اندازه کافی در میان بزرگان گیلان دشمن داشت و ورود دوم او در سال ۱۷۸۶ م/۱۲۰۰ ه‍.ق به گیلان، مانند ورود اولش، نیاز به درگیری‌های بزرگی نداشت. در راه رشت، مهدی‌بیگ خلعتبری، حاکم تنکابن که از سوی کریم‌خان به آن جایگاه منصوب شده بود، به استقبالش آمد. کنسول روس در رشت که هدایت‌الله‌خان را شکست‌خورده می‌دید هم با ارسال سلاح، جانب آقامحمدخان را گرفت. هدایت‌الله‌خان که شانسی برای پیروزی نمی‌دید، با یک کشتی روسی از انزلی به سمت شروان یا لنکران راهی شد اما در راه توسط آقاعلی، حاکم شفت، دستگیر شد. او نیز به انتقام کشتار خانواده‌اش، هدایت‌الله‌خان را کشت. گیلان باز هم به قلمروی آقامحمدخان بازگشت. روس‌ها در آن ولایت، به خصوص در رشت و انزلی، قرارگاه‌هایی برپا کرده بودند که محمدخان به آن بدبین بود. به علاوه، او اخیراً خیانت هیئت روس به هدایت‌الله‌خان را دیده بود اما می‌دانست که دوستی روس‌ها می‌تواند روزی برایش سودمند باشد. همچنین، در اقامتگاه هدایت‌الله‌خان، مقدار زیادی طلا وجود داشت که به دست آقامحمدخان افتاد. او از آن طلاها برای جلب وفاداری مردانش استفاده کرد.

### نبردی دیگر در اصفهان، فتح یزد و پایان کار جعفرخان زند
سال‌های ۱۷۸۵ و ۱۷۸۶ م. سال‌هایی همراه با موفقیت‌های بزرگ برای آقامحمدخان بودند. او در این زمان عراق عجم، اصفهان، تهران و گیلان را تحت سلطه خود آورده بود و جعفرخان زند را به شیراز عقب رانده بود؛ هرچند خودش را هنوز پادشاه اعلام نکرده بود اما عملاً به شاه ایران تبدیل شده بود. پس از این فتوحات، مدتی بدون جنگ و درگیری سپری شد.
در ۱۷۸۷ م، جعفرخان زند به سمت کهگیلویه به راه افتاد و وارد بهبهان شد. سپس نیروهای زند را به سمت خرمشهر فرستاد. جعفرخان نوروز را در بهبهان جشن گرفت و سپس راهی شیراز شد. در مرکز حکومت خود، خان زند خبر دار شد که تقی‌خان، والی یزد، سر به شورش برداشته است. او نیروی بزرگی را جمع‌آوری کرد و برای مطیع کردن او به سمت یزد روانه شد. تقی‌خان به مستحکم کردن سازه‌های دفاعی شهر پرداخت و از امیرمحمدخان، والی طبس، درخواست یاری کرد. نیروهای زندیه یزد را محاصره کردند اما مدت زیادی نگذشته بود که امیرمحمدخان سر رسید و این موضوع باعث آشفتگی در صف محاصره کنندگان شد. امیرمحمدخان تجهیزات نظامی سپاه زند و چادر جعفرخان که ثروت او در آن بود را غارت کرد. امیرمحمدخان به همراه نیروهای خودش و تقی‌خان مسیر اصفهان در پیش گرفت. نیروهای او در طی مسیر، در کوهپایه، نائین و اردستان تقویت شد. جعفرقلی‌خان، حاکم اصفهان که احتمالاً انتظار حمله از جانب شیراز را داشت و نه از جانب دشت لوط، از دیوارهای شهر بیرون آمد و نیروهای امیرمحمدخان را تار و مار کرد. بدین ترتیب، توپخانه زندیان و غنائمی که از چادر جعفرخان غارت شده بود، به دست قاجاریان افتاد.
در همین خلال، در ۱۷۸۸ م، آقامحمدخان که در راه شیراز بود، به اصفهان رسید. در آنجا او برادرزاده خود فتحعلی را به سمت یزد فرستاد تا تقی‌خان را تابع کند. خود به سمت شیراز حرکت کرد و تا ۱۰۰ کیلومتری شهر هم رسید. هدف آقامحمدخان، احتمالاً، این بود که جعفرخان زند را از پشت دیوارهای مستحکم شیراز بیرون کشد و در فضای باز با او روبرو شود اما چون از این موضوع ناامید شد، به اصفهان بازگشت. در آنجا متوجه شد که فتحعلی موفق شده تقی‌خان را شکست دهد و یزد را تسخیر کند. آقامحمدخان برادر کوچک خود، علی‌قلی‌خان را به عنوان والی اصفهان، جایگزین جعفرقلی‌خان کرد و به تهران بازگشت. با بازگشت آقامحمدخان، جعفرخان زند مجدداً به اصفهان حمله‌ور شد. علی‌قلی‌خان که خود را یارای حفظ شهر نمی‌دید، به کاشان عقب نشست و دارالسلطنه بار دیگر تحت سلطه زندیان قرار گرفت. از دست دادن اصفهان عقب‌گرد بزرگی برای قاجاریان بود و آقامحمدخان مجبور شد از تهران به اصفهان بازگردد. جعفرخان باز هم با شنیدن این خبر، به شیراز عقب‌نشینی کرد و حکومت آقامحمدخان به سادگی در اصفهان برقرار شد. خان قاجار جعفرخان را تعقیب نکرد و به تهران بازگشت. اما در ۱۷۸۹ م، جعفرخان توسط صیدمرادخان زند برکنار و کشته شد. این موضوع باعث درگیری داخلی میان مواضع زندیان شد. نتیجه جنگ میان زندیان، پس از ۴ ماه، پیروزی لطفعلی‌خان زند، پسر جعفرخان بود. او تنها ۱۹ یا ۲۰ سال داشت و احتمالاً آقامحمدخان بر آن بود که با به قدرت رسیدن یک رهبر بی‌تجربه، زمان نابود کردن زندیان فرا رسیده است.

## جنگ با لطفعلی‌خان زند

### نخستین برخوردها
آقامحمدخان به ۱۲ کیلومتری شیراز که رسید، لطفعلی‌خان زند با سپاه خود به نبردش آمد. سپاه لطفعلی‌خان را ۲ هزار و سپاه آقامحمدخان را ۱۰ هزار تن نوشته‌اند. در ۲۵ ژوئن ۱۲/۱۷۸۹ شوال ۱۲۰۳ ه‍. ق، جنگی درگرفت که در ابتدا پیروزی با زندیان بود اما با آشفتگی‌ای که محمدخان زند، عموی لطفعلی‌خان، ایجاد کرد، ورق برگشت و سپاه زند مجبور به عقب‌نشینی به داخل شیراز شد. آقامحمدخان شهر را محاصره کرد و لطفعلی‌خان نیز دستور داد تا صد عراده توپ را بر بالای برج‌ها آوردند تا جلوی پیشروی او را بگیرند. محاصره شهر دو ماه طول کشید و چون زمستان در راه بود و سپاه قاجار نیز از نظر آذوقه در مضیقه قرار داشت، آقامحمدخان تصمیم به عقب‌نشینی گرفت و محاصره پایان پذیرفت. او در ۷ سپتامبر به محاصره پایان داد و به سمت تهران بازگشت.

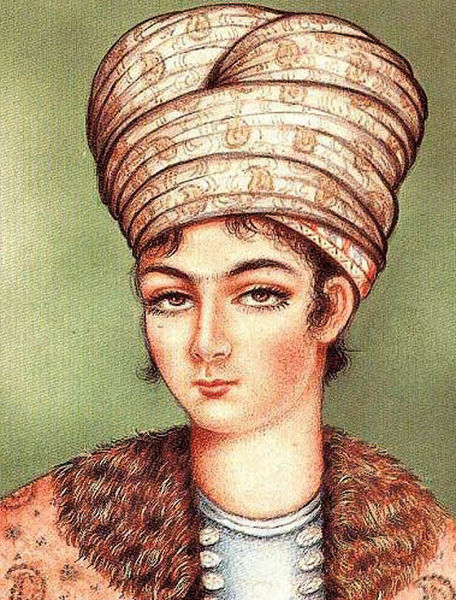
نگاره‌ای از لطفعلی‌خان زند.

آقامحمدخان تا نوروز در تهران ماند. سپس در ماه مه ۱۷۹۰ م، مجدداً قصد شیراز کرد. در غرب فارس، فرمانروای بهبهان به استقبالش آمد و اظهار انقیاد کرد. لطفعلی‌خان، با خبر از پیشروی خان قاجار، مجدداً از دیوارهای شیراز بیرون آمد اما درگیری روی نداد. آقامحمدخان عقب‌نشینی کرد تا به وضعیت قزوین و خمسه رسیدگی کند. لطفعلی‌خان نیز پس از عقب‌نشینی او خودش را به حمله به کرمان مشغول کرد که البته نتوانست آن ولایت را زیر فرمان خود بیاورد.

### قتل جعفرقلی‌خان
تا آن زمان، بزرگ‌ترین پشتیبان آقامحمدخان برادر او، جعفرقلی‌خان بود. احتمالاً او امید داشت که در پاداش این وفاداری از سوی برادر خود به جانشینی تعیین شود اما علاقه آقامحمدخان به فتحعلی واضح بود و امید زیادی برای جعفرقلی‌خان باقی نماند. او که در نخستین برخورد میان آقامحمدخان و لطفعلی‌خان از فرماندهان سپاه قاجاری بود، از برادر خود درخواست کرد که مجدداً حکومت اصفهان به او واگذار شود اما آقامحمدخان پاسخ منفی داد و وی را راهی مازندران کرد که این موضوع جعفرقلی‌خان را رنجاند.
مدتی بعد، جعفرقلی‌خان توسط آقامحمدخان به تهران طلبیده شد اما او از رفتن به دربار برادر خودداری کرد. این موضوع باعث آشفتگی خان قاجار گردید. او می‌ترسید جعفرقلی‌خان — که در میان قشون محبوبیتی چشم‌گیر داشت — دست به نافرمانی بزند و شورش کند. آقامحمدخان در طول سال‌ها جنگ با زندیان، با دیدن اختلافات آنان به خوبی از تأثیر جنگ در میان اعضای یک سلسله آگاه بود. او برای رفع نگرانی خود، به سراغ مادر جعفرقلی‌خان رفت و از او خواست که با خبر انتصاب به حاکمیت اصفهان، به سراغ فرزند خود برود. همچنین تقاضا کرد که از او بخواهد که برای رفع کدورت‌ها، در تهران با او دیدار کند.
جعفرقلی‌خان پس از دریافت پیام‌های محبت‌آمیز برادر، به سمت تهران روانه شد و آقامحمدخان با رویی گشاده به استقبالش رفت. روز بعد، او را به همراه فتحعلی به تماشای کاخی که در حال ساخت بود، فرستاد که در یکی از دالان‌های تاریک کاخ، چند نفر بر سرش ریختند و کشتندش. گویند حال آقامحمدخان بر سر جنازه جعفرقلی‌خان دگرگون شد و به زبان دشنام، به فتحعلی گفت که «من به خاطر تو، بهترین و شجاع‌ترین برادرم را کشتم؛ چون اگر زنده بود، هرگز اجازه نمی‌داد به پادشاهی برسی و جنگ باعث ویرانی و خرابی کشور می‌شد.»

### فتح آذربایجان
حضور لطفعلی‌خان زند در کرمان به آقامحمدخان قاجار این فرصت را داد که با آسودگی خاطر، به سمت شمال غرب ایران لشکر بکشد و آذربایجان را تحت سلطه خود بیاورد. او فتحعلی را به عنوان بیگلربیگی عراق عجم منصوب کرد و در بهار ۱۷۹۱ م. به سمت آذربایجان راهی شد. در مسیر، او در طارم توقف کرد. وی سلیمان‌خان قوانلو که از نزدیکان مورد اعتمادش بود را با مأموریت مطیع کردن تالش به آن سمت راهی کرد. آقامحمدخان خود به سمت سراب لشکر کشید. ایلات شقاقی سراب سر از اطاعت او پیچیده بودند و وی مجدداً آنان را تابع کرد. سپس راهی اردبیل شد و آنجا از آرامگاه شیخ صفی‌الدین اردبیلی زیارت کرد. سپس به راهش ادامه داد و در قراچه‌داغ مخالفانش را سرکوب کرد. در نهایت حسین‌قلی، رهبر ایل دنبلی از قبایل کرد را به عنوان حاکم تبریز و خوی منصوب کرد.
همزمان با حضور آقامحمدخان در شمال غرب ایران، اتفاقاتی در جنوب غرب و مرکز ایران در جریان بود که توجه او را می‌طلبید. لطفعلی‌خان، پس از عدم موفقیت در سفر کرمان، به شیراز بازگشته بود و با سپاه خود به قمشه، محل اردوی فتحعلی، لشکر کشیده بود و به سمت اصفهان پیشروی کرده بود. همچنین، حاجی ابراهیم‌خان شیرازی، کلانتر فارس، از نبود لطفعلی‌خان استفاده کرده بود و در شیراز سر به شورش برداشته بود. لطفعلی‌خان در کازرون مشغول تجدید قوا بود تا بتواند شهر را پس بگیرد. ابراهیم کلانتر در ابتدا ظاهراً تنها با هدف تحت کنترل گرفتن شیراز دروازه‌ها را بر لطفعلی‌خان بست اما تلاش خان زند برای پس گرفتن شهر باعث شد که او از آقامحمدخان قاجار یاری بخواهد. حاج ابراهیم کلانتر در نامه‌ای از آقامحمدخان تقاضا کرد که نماینده‌ای به شیراز بفرستد تا شهر را در دست و خزاین لطفعلی‌خان را تحویل بگیرد. آقامحمدخان در حال بازگشت از آذربایجان بود که پیام کلانتر را دریافت کرد. این یک فرصت پیش‌بینی نشده برای او بود زیرا می‌توانست با تسخیر پایتخت زندیه، هم فارس را فتح کند و هم سلسله زند را نابود سازد. او بدون معطلی پیشنهاد حاج ابراهیم را پذیرفت و او را به عنوان بیگلربیگی فارس منصوب کرد. او میرزا رضاقلی نوایی منشی الممالک را مأمور کرد که به سمت اصفهان که فتحعلی در آنجا بود، رفته و از آنجا به اتفاق مصطفی‌خان قاجار با سه هزار سپاهی به سمت شیراز رود؛ دارایی زندیان را تصاحب کند و خانواده لطفعلی‌خان را به تهران بیاورد. آقامحمدخان همچنین به جای حاج ابراهیم کلانتر که بیگلربیگی فارس شده بود، محمدزمان شیرازی، برادر حاج ابراهیم را به کلانتری شیراز منصوب کرد.

### محاصره شیراز
در شیراز وضعیت حاج ابراهیم متزلزل می‌نمود. سران ایلات انتظار داشتند که پس از برکناری لطفعلی‌خان یکی دیگر از اعضای سلسله زند به حکومت برداشته شود و چون از این مسئله ناامید شده بودند، ممکن بود که با وقوع درگیری به لطفعلی‌خان بپیوندند و راه را برای ورود او به شهر هموار سازند. کلانتر که از این مسئله آگاه بود، در پی خلع سلاح نیروهای عشایر برآمد. او نیرنگی به کار بست و ضمن دعوت از نیروهای ایلات برای دریافت مواجب، آن‌ها را خلع سلاح و از شهر بیرون کرد. این نیروها که تعدادشان را ۳۰۰۰ نفر نوشته‌اند، بیرون از شهر به لطفعلی‌خان بپیوستند اما از آنجایی که غیرمسلح بودند، آنچنان که باید نتوانستند تأثیرگذار باشند. همچنین، این مسئله امید لطفعلی‌خان برای ورود به شهر با یاری نیروهای داخل شیراز را ناامید ساخت. 

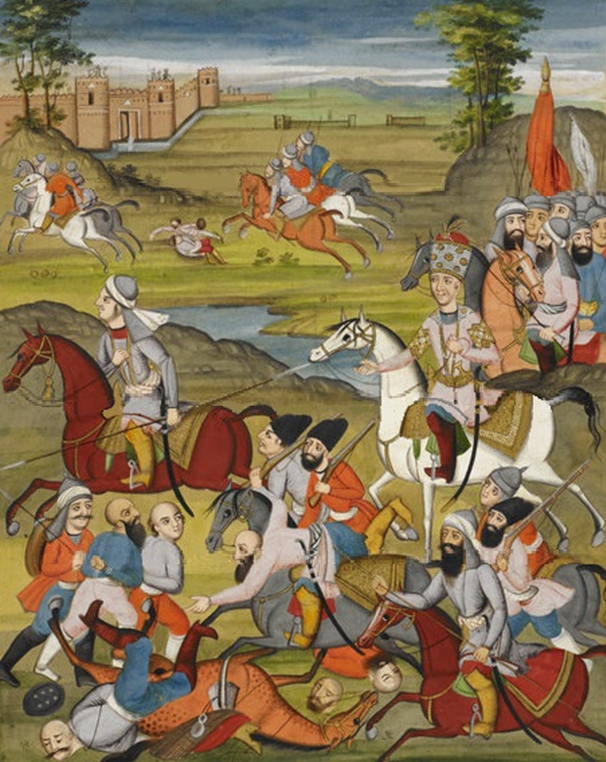
یک نقاشی از نبرد میان آقامحمدخان قاجار و لطفعلی‌خان زند.

وضعیت لطفعلی‌خان زند در بیرون شهر پایدارتر می‌شد. او تقریباً بر همه حومه شیراز مسلط بود. خان زند تلاش کرد تا با حاج ابراهیم وارد مذاکره شود و به او پیشنهاد داد که شهر را تسلیم کرده و خود با خانواده‌اش به عثمانی یا هند پناهنده شود اما کلانتر این پیشنهاد را رد کرد. در عوض، او به آباده پیام فرستاد و درخواست کرد که قاجاریان سپاهی برای یاری ارسال کنند. آقامحمدخان قاجار نیز در پاسخ به فتحعلی دستور داد سپاهی از اصفهان به یاری مدافعان شیراز بفرستد. او نیز مصطفی‌خان دولو را راهی کرد و آن‌ها در باغ‌های اطراف حافظیه اردو زدند. در همین زمان، حاج ابراهیم تلاش کرد تا لطفعلی‌خان زند را به قتل برساند. او چند نفر از اهالی شیراز را به آن داشت که نامه‌ای به لطفعلی بنویسند. در این نامه آمده بود آن‌ها در شبی معین یکی از دروازه‌های شهر را بازخواهند کرد تا قوای زند وارد شیراز شوند. چون شب موعود رسید، خان زند به همراه ۳۰۰ تن از یارانش به سمت دروازه به راه افتاد اما به سرعت متوجه شد که دامی برای او پهن شده است. همزمان با تحرکات سپاه زند، نیروهای قاجاری نیز بیکار ننشستند. مصطفی‌خان دولو که از حرکت لطفعلی‌خان به سمت دروازه شهر آگاه شده بود، با سپاهی به سمت او شتافت تا مانع ورودش به شیراز شود. او ابتدا با سلطانعلی‌خان روبرو شد و او را شکست داد اما پس از اینکه لطفعلی‌خان خود را به میدان نبرد رساند، سپاه قاجاری شکست خورد و مصطفی‌خان نیز به داخل شیراز پناهنده شد.
پس از اینکه آقامحمدخان قاجار خبردار شد که سپاه اعزامی شکست خورده و حاج ابراهیم در وضعیت خطرناکی است، ارتشی به تعداد ۷٬۰۰۰ اسب سوار به فرماندهی محمدخان و رضاقلی‌خان به سمت شیراز روانه کرد. لطفعلی‌خان اجازه داد که سپاه قجری بدون درگیری به شهر برسد. احتمالاً پیش‌بینی می‌کرد پس از اینکه این سپاه وارد شهر شده و با نیروهای حاج ابراهیم یکی شود، آن زمان این امکان برای زندیان فراهم خواهد شد که با آن‌ها در زمین باز روبرو درگیر شوند. این پیش‌بینی خان زند درست از آب درآمد و دو سپاه در غرب شیراز به یکدیگر تاختند. شمار سپاهیان قجری دو برابر نیروهای زند بود اما پیروزی سهم لطفعلی‌خان گردید. پس از نبرد لطفعلی‌خان دستور داد رضاقلی‌خان که دستگیر شده بود را از دو چشم نابینا کنند. در این زمان، وضعیت در شیراز رو به ناپایداری می‌گذاشت. شهر در مضیقه غذایی بود و کلانتر بیم آن را داشت که مخالفانش و طرفداران لطفعلی‌خان زند بر او بشورند. حاج ابراهیم نامه‌ای دیگر به خان قاجار نوشت و او را از اوضاع آگاه ساخت: «چنانچه سمند جهان‌نورد همت، به طریق سرعت مراحل صوب فارس را نپیماید، اساسی که چیده شده، به دست سعی و اجتهاد اهل عناد برچیده خواهد شد.» آقامحمدخان وقت را از دست نداد و با سپاه خود از تهران به سوی فارس به راه افتاد. بهار سال ۱۷۹۲ م. بود.
دو سپاه تفاوت چشمگیری داشتند. شمار سربازان لطفعلی‌خان از ۳٬۰۰۰ تن متجاوز نبود؛ درحالی که نیروهای آقامحمدخان را چهل هزار نفر نوشته‌اند. تفاوت به اندازه‌ای بود که در آن زمان به مبالغه می‌گفتند هر سرباز زند باید با ۱۰۰ سرباز قاجاری روبرو شود. پس از اینکه خبر آمد سپاه آقامحمدخان به حوالی ابرج رسیده است، لطفعلی‌خان سرداران سپاه خود را برای مشورت گردآورد. نظر آنان این بود که نبرد روبرو با سپاه پرشمار قجری «از لباس تدبیر عاری است» و زندیان باید به آقامحمدخان و سپاهش شبیخون بزنند. لطفعلی‌خان ابتدا آن را «مغایر راه و رسم مردان جلادت مآب» دانست اما با اصرار سپاهیان، تن به خواسته آنان داد. شبانه، در منطقه‌ای به نام شهرک در راه اصفهان و شیراز، سپاه لطفعلی‌خان زند به سپاه قجری شبیخون زد و جنگ سختی درگرفت. آقامحمدخان ۸۰۰ تفنگچی را مأمور محافظت از تنگه‌ای میان مرودشت و ابرج کرده بود. این گروه با نخستین یورش لطفعلی‌خان در هم شکسته شد و فرمانده آن‌ها نیز کشته شد. سپس لطفعلی سپاه خود را به سه قسمت تقسیم کرد، جناحین چپ و راست را به عموهای خود، عبدالله‌خان و محمدخان، سپرد و خود به قلب سپاه قجر زد. پیروزی با سپاه زند بود و نظم اردوی قاجار در هم شکسته شده بود. نوشته‌اند که ۴٬۰۰۰ سرباز قاجاری پا به فرار گذاشته بودند. در این زمان در میدان نبرد این شایعه پخش شد که آقامحمدخان قاجار فرار کرده یا حتی کشته شده است. میرزا فتح‌الله از سرداران سپاه زند قسم می‌خورد که جسد خان قاجار را به چشم دیده است. با پخش این خبر در اردوی لطفعلی‌خان، خان زند قانع شد که نیازی به ادامه جنگ نیست؛ زیرا با طلوع خورشید و تأیید خبر در میان یاران آقامحمدخان، سربازان قجری دست از جنگیدن برخواهند داشت. باری با طلوع آفتاب، خان قاجار که نوشته‌اند شب را تحت مراقبت یاران وفادارش در زیر شکم مادیانی پنهان شده بود، با سپاهیان خود به سمت اردوی لطفعلی‌خان زند شتافت. دو سپاه و دو فرمانده به نیم فرسنگی هم رسیدند اما جنگی درنگرفت. لطفعلی‌خان که شرایط را برای روبرو شدن با قاجاریان فراهم نمی‌دید، به سمت نیریز عقب‌نشینی کرد تا از راه کرمان خود را به طبس برساند.

#### ورود به شیراز
آقامحمدخان قاجار، فاتح نبرد شهرک، یک روز در میدان نبرد ماند تا مجدداً نظم و آرایش سپاه خود را برقرار سازد. نبرد مذکور سرنوشت دو سلسله را رقم زده بود و حالا شیراز منتظر فاتح قجری بود. او به راه افتاد و در ژوئیه ۱۷۹۲ م، برابر با اول ذی‌الحجه ۱۲۰۷ قمری وارد مرکز سابق زندیان شد. پس از ورود به شهر، حاج ابراهیم را به «نوازشات غیر منتهی مشمول» ساخت و جایگاه او به عنوان بیگلربیگی فارس را مجدداً تأیید کرد. خان قاجار یک ماه در شیراز ماند و در این مدت در باغ وکیل ساکن بود. آقامحمدخان پیش از اینکه به سمت تهران به راه افتد، دستور داد تا آرامگاه کریم‌خان زند را نبش قبر کنند تا استخوان‌های او را نیز به تهران برند. خان قاجار استخوان‌های وکیل را در پای پلکان کاخ خود دفن کرد تا خود و اطرافیانش آن‌ها را لگدکوب کنند. این آخرین دیدار آقامحمدخان از شیراز نبود. او در بهار سال آینده نیز مجدداً به این شهر بازگشت و این بار دستور داد برج و باروی شهر را که در زمان کریم‌خان زند ساخته شده بود، خراب کنند. از تخریب باروی شهر در یکی از سروده‌های فتحعلی‌خان صبا یاد شده است:
| گردون به زمانه خاک غم ریخت، دریغ |  | با شهد طرب زهر غم آمیخت، دریغ |
| از کینهٔ دور فلک جورسرشت          |  | شیرازهٔ شیراز ز هم ریخت، دریغ  |

آقامحمدخان همچنین جواهرات و دارایی‌های سلسله زند که از زمان کریم‌خان از «جمیع ممالک روس و زوم جمع نموده و در عمارت مبارکات نصب فرموده بودند» را نیز با خود به تهران برد. خان قاجار ضمناً دستور داد تا خانواده‌های سران شیراز و اعضای سلسله زند را نیز یکجا جمع کنند تا او به عنوان گروگان با خود به تهران ببرد. اعضای خانواده حاج ابراهیم نیز در میان گروگان‌ها قرار داشتند.

### محاصره کرمان

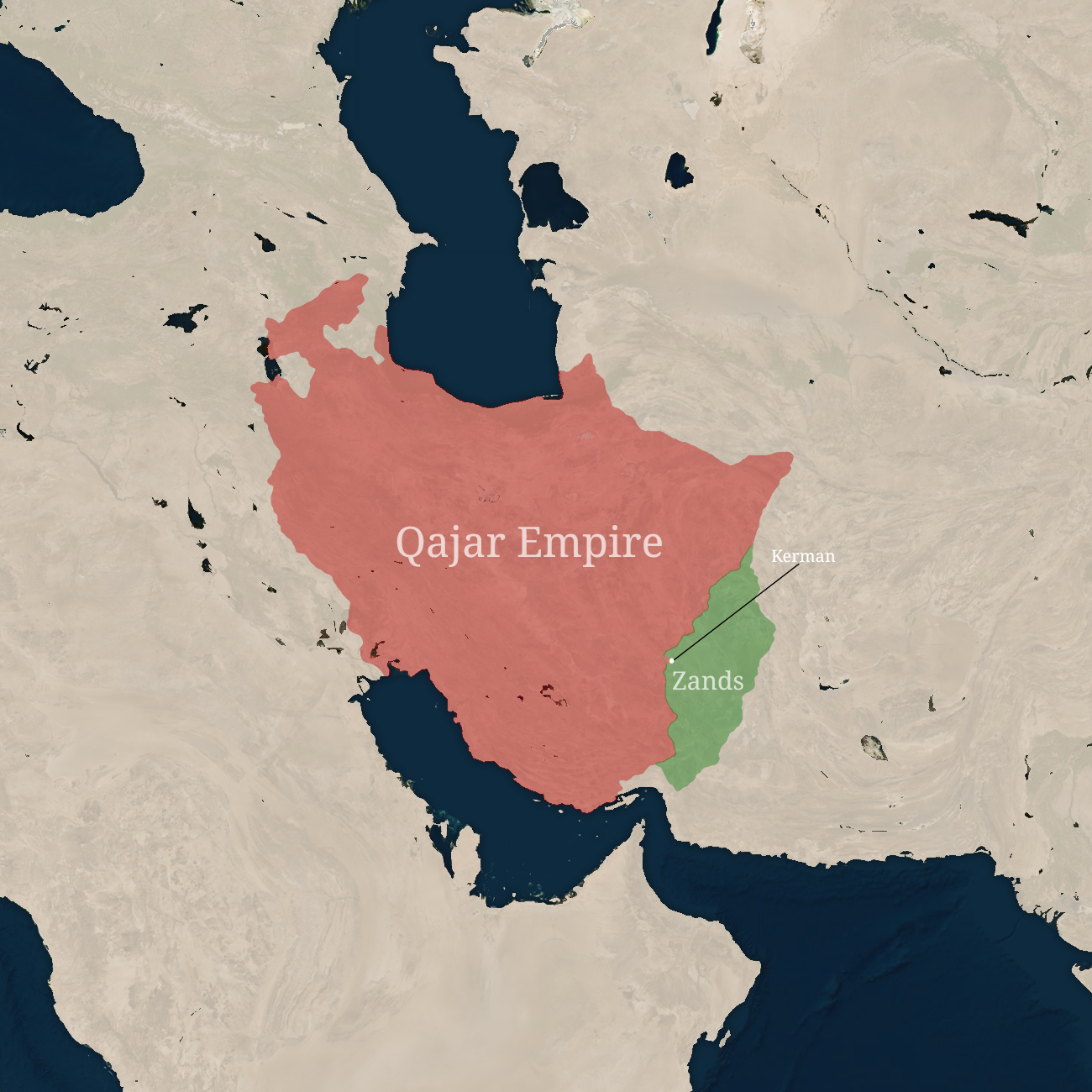
اراضی تحت کنترل آقامحمدخان و لطفعلی‌خان در زمان آغاز محاصره کرمان.

در همان زمان که آقامحمدخان جایگاه خود در فارس را تحکیم می‌کرد، لطفعلی‌خان در شرق ایران به دنبال تجدید قوا بود. او با یاری حاکم طبس به یزد حمله کرد. سپس ابرکوه را گرفت و به سمت داراب حمله کرد. در همین احوال، یک سپاه قاجاری در تعقیب او بود. برخوردهای کوچکی میان دو سپاه صورت گرفت و خان زند مجبور به عقب‌نشینی به سمت طبس شد. تصمیم گرفت — احتمالاً برای یاری جستن از تیمورشاه درانی — راهی قندهار شود اما در قاین به او خبر رسید که آن حاکم درگذشته است. نتیجتاً، مسیر نرماشیر و بم در پیش گرفت و آنجا خان‌های محلی به او قول یاری دادند. با کمک آن‌ها به کرمان حمله کرد و آن شهر را تسخیر کرد و در نوروز ۱۷۹۴ م، خودش را لطفعلی‌شاه نامید و سکه زد.
در جریان فتح کرمان توسط لطفعلی‌خان، متحدان کرمانی خان قاجار یا مجازات شدند یا گریختند. یکی از آن‌ها آقاعلی نام داشت که توانست خود را به تهران برساند. آقاعلی اتفاقاتی که بر خود رفته بود را بازگو کرد و از آقامحمدخان تقاضا کرد که راهی کرمان شود؛ خان قاجار که بیم داشت لطفعلی‌خان مجدداً قدرت گرفته و شیراز را پس بگیرد، فرصت را از دست نداد. او در ماه مه ۱۷۹۴ م. به سمت فارس روانه شد و از آنجا با تمام قوا به سمت کرمان لشکر کشید. به نظر می‌رسد از همین زمان بود که خشونت افسارگسیخته او علیه زندیان و طرفداران آن‌ها بروز کرد. مطابق یک روایت، او با دیدن سکه‌ای به نام لطفعلی، دستور داد پسر اسیر او، فتح‌الله را اخته کنند. پیش از رسیدن سپاه اصلی به کرمان، پیش‌قراولان قاجاری راهی آن شهر شدند اما در نبرد با لطفعلی‌خان شکست خوردند. ۳ روز پس از نخستین درگیری، سپاه اصلی به کرمان رسید و شهر را محاصره کرد.
چادر آقامحمدخان قاجار را در ۱ مایلی شهر برپا کردند و او شخصاً محاصره را رهبری می‌کرد. به گفته تاریخ کرمان خان قاجار «فرمان داد از بنایان و دیوارگان در لشکرگاه حاضر کردند و از بیرون شهر در برابر هر برجی از حصار، برجی (از چوب) برآوردند و میان برج‌ها را خندقی کنده و استوار داشتند و مدت پنج ماه شبانه‌روز به حرب و توپ و تفنگ مشغول بودند و از فرود زیر برج‌ها نقب (سوراخ) می‌زدند. بسیاری بودی که از میان نقب‌ها از دو سوی لشکریان دست و گریبان شده با تیغ و خنجر یکدیگر را مقتول می‌کردند.» در داخل شهر، لطفعلی‌خان زند سپاه خود را چهار بخش کرده بود و هرکدام را به حفاظت یکی از باروهای شهر گماشته شد. در برخی از روزها او با سپاهش از شهر خارج می‌شد؛ حملاتی را به سپاه قاجاری ترتیب می‌داد و مجدداً به داخل شهر بازمی‌گشت.
یک ماه از محاصره نگذشته بود که شهر از نظر آذوقه با کمبود مواجه شد. لطفعلی‌خان تصمیم گرفت تا «۱۲ هزار کس از فقرا و عجزه و کسبه شهر» را از کرمان بیرون کند. با گذشت زمان، تأمین خوراک مورد نیاز شهر سخت‌تر می‌شد. به گفته احمدعلی‌خان وزیری مؤلف تاریخ کرمان «آتش قحط و غلا در شهر بالا گرفت. بعضی مردم به پوست و پشکل گوسفند تغذیه می‌کردند. برخی به هسته خرما و تراشه نجاری سد جوع می‌نمودند. کاه‌گل بیشتر خانه‌ها را تراشیده و شسته و برای علیق اسبان سپاهیان بردند. سگها و گربهها را خوردند.» خان زند مجدداً تصمیم به بیرون کردن تعدادی از شهر گرفت. او ۱۲ هزار تن که این بار زنان نیز در میانشان بودند را از کرمان بیرون کرد. آقامحمدخان قاجار دستور داد تا آن‌ها را در روستاهای اطراف متفرق کنند. شب‌ها، زن‌ها و کودکان به بالای پشت بام‌ها می‌رفتند و برای تضعیف روحیه ارتش آقامحمدخان، تصنیف‌هایی در تمسخر خان قاجار سر می‌دادند:
آق مم‌خان اخته
تا کی زنی شلخته
فال می‌گیری با تخته
قدت میاد رو تخته
این هفته نه، اون هفته…— یکی از تصنیف‌هایی که کرمانی‌ها برای تضعیف روحیه سربازان آقامحمدخان قاجار می‌خواندند.
قاسم‌خان جوپاری که توسط لطفعلی‌خان مسئول حفاظت از باروی شرقی شهر شده بود، تصمیم گرفت تا دروازه را بر روی سپاهیان آقامحمدخان باز کند. او با گروهی از افسرانی که آن طرف سیبه حضور داشتند قرار گذاشت که فردا قشون قجری را وارد شهر کنند. به گفته مؤلف تاریخ کرمان، برداشت اشتباه از کلمه فردا این نقشه را خراب کرد. قاسم‌خان و تفنگدارانش روز بعد در بالای برج فریاد برآوردند: «دوران، دوران آقامحمدشاه!» و شروع به تیراندازی کردند اما خبری از نیروهای آن سوی سیبه نشد. سایر نگهبانان که این وضع را دیدند، به سمت قاسم‌خان و مردانش رفتند. او نیز که وضع خود را مناسب نمی‌دید، با دو تن از یارانش خود را از بالای برج به پایین پرتاب کردند تا به سمت اردوی قاجار فرار کنند اما قاسم‌خان را در آن سوی بارو دستگیر کردند. لطفعلی‌خان دستور داد تا او را قطعه قطعه کنند. این توطئه خنثی شد اما وضعیت لطفعلی‌خان زند آنگونه نبود که بتواند به مقاومت ادامه دهد. دربارهٔ اینکه چه اتفاقی پس از آن افتاد، دو روایت وجود دارد. به گفته تاریخ گیتی‌گشا، نجف‌قلی‌خان خراسانی که جانشین قاسم‌خان در حفاظت از باروی شرقی شده بود، با سپاه بیرون هم‌داستان شده، در ۲۹ ربیع‌الاول ۱۲۰۹ قمری ۱۲ هزار سپاهی قجری را وارد شهر کرد. به گفته مؤلف تاریخ کرمان، جناح شرقی مورد حمله قرار گرفت و «نجف‌قلی‌خان خراسانی و میرزاخان افشار هرچه سعی کردند که قشون شاهی (سپاه قاجار) را دفع و رفع کنند، ممکن نشد. همه حصار به تصرف لشکر شیرشکار درآمد.» باستانی پاریزی با توجه به اینکه نجف‌قلی‌خان خراسانی توسط آقامحمدخان کشته شد، روایت دوم را صحیح می‌داند. به هر صورت، محاصره پایان یافت. آقامحمدخان قاجار پیروز شده بود.

#### کشتار کرمان
آقامحمدخان پس از ورود به کرمان دست به اعمالی زد که ملامحمد ساروی، مورخ رسمی دربار او، آن‌ها را «شنایع و قبایح و مناهی و فضایح» توصیف می‌کند. مؤلف تاریخ گیتی‌گشا در توصیف اتفاقات روی داده نوشته است که «مردان ایشان عرضه شمشیر آبدار و طفلان و نسوان ایشان به قید اسار گرفتار و اموال و اسباب بسیار به حیطه یغما درآمده.» آقامحمدخان دستور داد تعداد زیادی از مردم شهر را کور کنند؛ چنان‌که کرمان تا سال‌ها به «شهر کوران» معروف بود. جان ملکم انگلیسی در گزارشی به سال ۱۸۱۰ می‌نویسد که با کور شدگان محاصره کرمان در سراسر ایران دیدار کرده است. شدت ویرانی به اندازه‌ای بود که وقتی فتحعلی‌شاه ابراهیم‌خان ظهیرالدوله را مسئول بازسازی شهر کرد، او پس از دیدن وضعیت کرمان آن را «ویرانه‌ای» و مردمش را «مشتی علیل» توصیف کرده است.

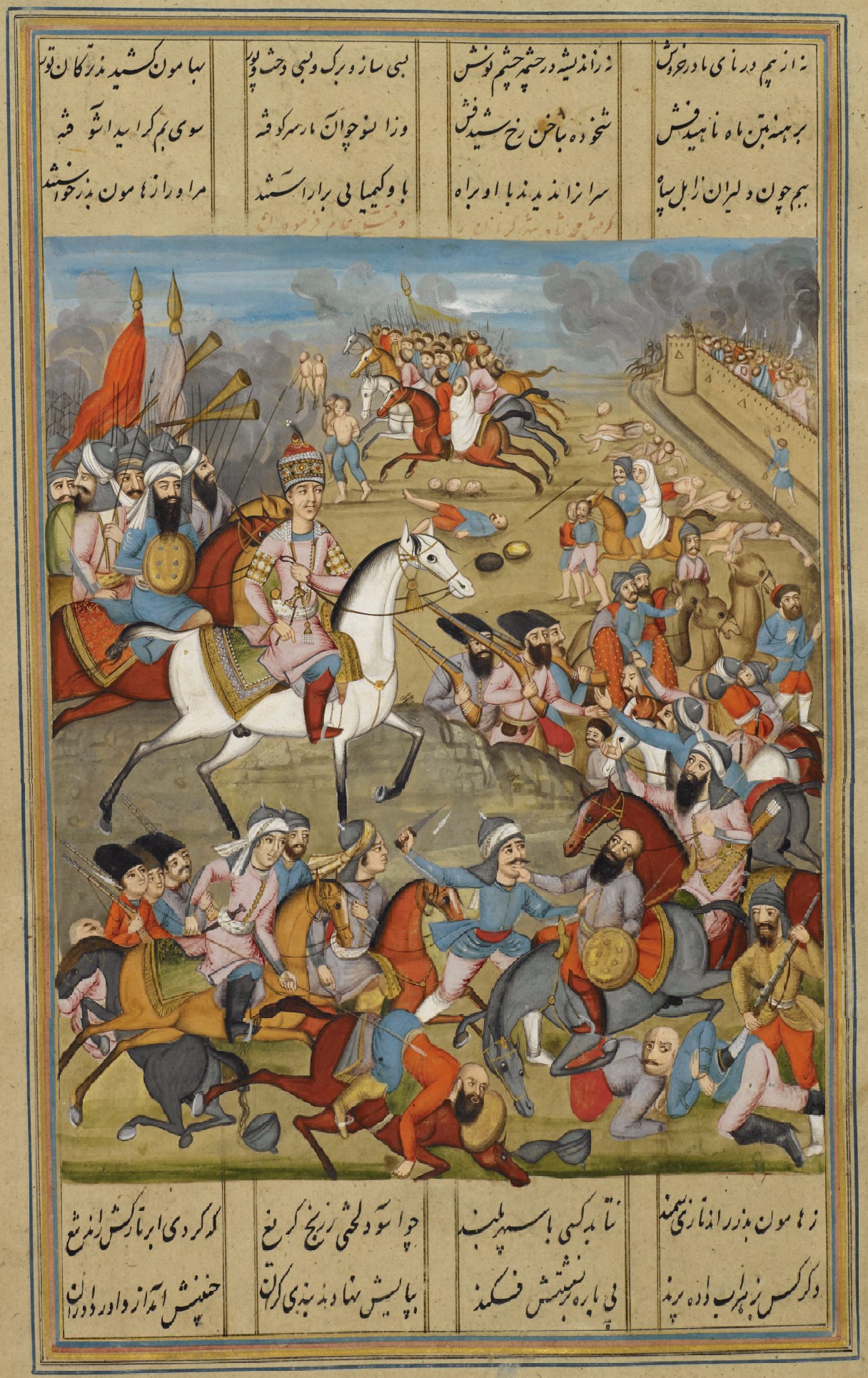
نگاره‌ای از نبرد کرمان.

نوشته‌اند آقامحمدخان در بالای کوه دختران ایستاده بود و با دوربین کشتار مردم شهر را تماشا می‌کرد. سران سلسله زند را در بالای کوه پیش او می‌بردند و خان قاجار آن‌ها را تحقیر می‌کرد. سپس دستور می‌داد تا گوش‌های آن‌ها را ببرند، چشم‌هایشان را از حدقه خارج کنند و از بالای کوه آن‌ها را به پایین افکنند.
همچنین، حکایت شده است که پس از دستگیری لطفعلی‌خان، آقامحمدخان دستور صادر کرد که به عنوان یادبود، هرمی از سرهای بریده در بم برپا شود. عدد کشته‌شدگان این واقعه را ۹۰۰ نفر روایت کرده‌اند. دربارهٔ بازماندگان کشتار کرمان گفته‌اند که ۱۰ تا ۱۲ هزار نفر که به آقاعلی پناه بردند، نجات پیدا کردند.

### سرنوشت لطفعلی‌خان زند
چون لطفعلی‌خان جنگ را باخت، از کرمان گریخت و رو به سوی بم نهاد. حاکم بم پس از اینکه دید برادرش به همراه لطفعلی‌خان نیست، تصور کرد که اسیر آقامحمدخان شده است؛ در نتیجه، خان زند را دستگیر کرد تا در ازای تحویل دادن او به آقامحمدخان، برادرش را آزاد کند. لطفعلی‌خان که از توطئه آگاه شد، خواست بگریزد که توسط آنان محاصره گردید: «آن جناب با تن‌تنها و سیغ آخته، به جانب آن قوم حق‌ناشناس تاخته و چند نفر را زخمی کرده، سلک جمعیت ایشان را متفرق و خود را به مرکب رسانیده، خواست که بر مرکب سوار [شود]، روباه‌فطرتی از آن گروه شقاوت سیر، مرکب آن جناب را پی نموده، به سر در غلتیده، از پی درآمد.» بدین ترتیب با کشتن اسب لطفعلی‌خان، او را اسیر کردند. سپس در همان روز پیکی به جانب کرمان فرستادند تا آقامحمدخان را خبردار کنند.
در همین خلال، آقاعلی، تاجر و زمین‌دار کرمانی هوادار آقامحمدخان، خان قاجار را به خانه خود برده بود. در آنجا، آقامحمدخان یکی از پسران او را به حکومت کرمان منصوب کرد و دیگری «صندوق‌دار خاصه» شد. همزمان با این اتفاقات، پیک بم رسید که «موجب ازدیاد مرحمت شاه به آقاعلی گردید و فرمود: الحق تو نوکر دولتخواه و جان‌نثار ما هستی که در خانه تو خبر دستگیری دشمن ما را آوردند. حسن نیت و صفای طویت (دل) تو بر ما ظاهر شد.» او ۱۵۰۰ سوار را به فرماندهی محمدولی‌خان قاجار برای تحویل گرفتن لطفعلی‌خان زند راهی بم کرد.
محمدولی‌خان قاجار در راین لطفعلی‌خان زند را تحویل گرفت. بر دست و پای او زنجیر نهاده و سپس خان زند را بر روی شتری انداخت تا به سوی آقامحمدخان قاجار بود، ببرد. چون لطفعلی‌خان را به حضور او بردند، با او چنان کرد که بنا به گفته جان ملکم، بازگویی آن باعث روسیاهی صفحات تاریخ است. همچنین آقامحمدخان دو الماس تاج ماه و دریای نور را که خان زند بر بازو بسته بود را نیز از او گرفت.
دربارهٔ اتفاقاتی که پس از دستگیری برای لطفعلی‌خان اتفاق افتاد، به دلیل اینکه تواریخ زندگی او در زمان پادشاهی سلسله قاجار نوشته شده‌اند، جزئیات زیادی موجود نیست اما اشاراتی شده است. احمدعلی‌خان وزیری، مؤلف تاریخ کرمان می‌گوید که «به انحا مختلف حکم به خفت و خواری او شد و پس از آن مکفوف‌البصر (نابینا) و محبوس گردید.» پس از آن، زندِ اسیر را به تهران فرستادند و در «محلی که بدتر از جهنم بود، نگاهش داشتند.» در تهران چند ماه پس از دستگیری در نهایت تصمیم به اعدام لطفعلی‌خان زند گرفته شد. تاریخ گیتی‌گشا مرگ لطفعلی‌خان را به تحریک حاج ابراهیم کلانتر می‌داند: «هنگام توقف در بلده مزبور (تهران) صورت رجحان عدم و وجود آن حضرت به اغوای حاجی یزید فطرت ابلیس سیرت در مرآت خاطر آقامحمدخان عکس پذیر گشته، به عهده میرزا محمدخان قاجار حاکم تهران مقرر داشت که آن حضرت را مقتول سازد.» اما آمینه پاکروان معتقد است آقامحمدخان قاجار پس از ۳ ماه اقامت در فارس در ۱۷۹۴ م. دید در جنوب ایران و به خصوص در شیراز تنها لطفعلی‌خان را شاه می‌دانند، دستور به کشتنش داد. مرگ لطفعلی‌خان زند را از طریق خفه کردن نوشته‌اند. او در زمان مرگ ۲۶ ساله بود. خان زند را در بقعه امامزاده زید در تهران به خاک سپردند. روایاتی از انتقال جسد او به نجف نیز وجود دارد.

### بازگشت به شیراز

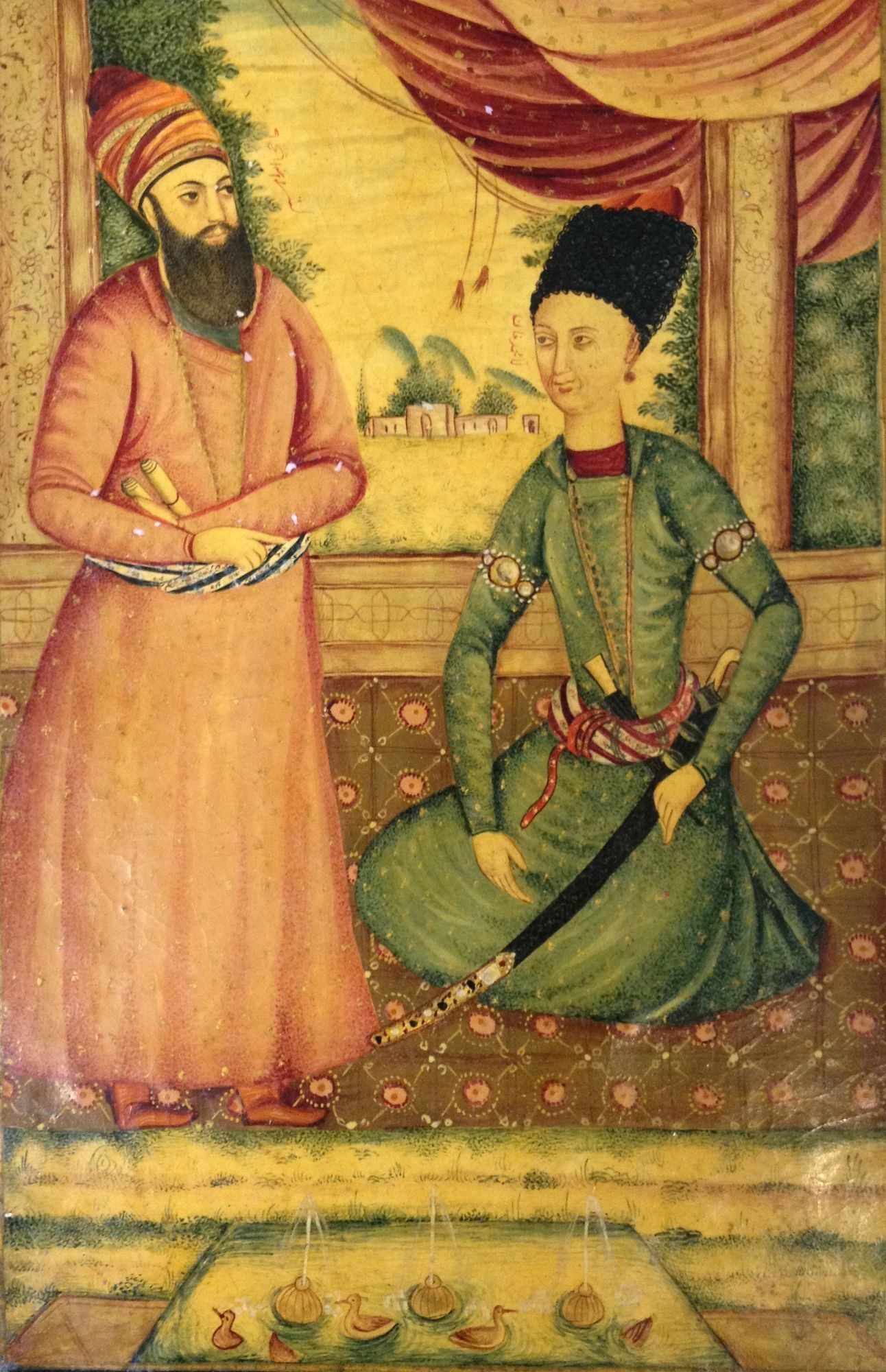
نگاره‌ای از آقامحمدخان در کنار صدراعظم خود ابراهیم‌خان کلانتر.

همزمان با محاصره کرمان توسط آقامحمدخان و اتفاقات پس از آن، فتحعلی مشغول فتح مناطق اطراف بود. او توسط عموی خود مأمور شده بود که به مناطقی چون بم، نرماشیر و جیرفت لشکر بکشد و آن مناطق را مطیع دولت تهران کند. او همچنین به شمال بندرعباس و لارستان نیز لشکر کشید.
در نوامبر ۱۷۹۴ م، عمو و برادرزاده هردو به فارس بازگشتند و در شیراز با یکدیگر ملاقات کردند. در آنجا، خان قاجار فتحعلی را به عنوان بیگلربیگی فارس، کرمان و یزد منصوب کرد. همچنین، وی را «جهانبان» لقب داد؛ عنوانی که پیش از این متعلق به لطفعلی‌خان زند بود. بزرگان فارس به دلیل حمایتشان از سلسله قاجار پاداش گرفتند و افرادی که وظیفه داشتند بیگلربیگی جدید را در منصبش یاری برسانند، انتخاب شدند.
به علاوه، آقامحمدخان، حاج ابراهیم کلانتر را اعتمادالدوله لقب داد و وی را به عنوان صدراعظم خود انتخاب کرد. پس از آن، فارس را به مقصد تهران ترک کرد. او تصمیم داشت به سرزمین‌های قفقاز که در زمان سلسله صفویه از متعلقات دولت ایران بودند لشکر بکشد و آن‌ها را تابع خود کند.

## سال‌های پایانی، اعلام پادشاهی و مرگ

### تابع کردن شوشی
آقامحمدخان در تهران ۶۰٬۰۰۰ سرباز جمع‌آوری کرد و در بهار ۱۷۹۵ م. مسیر قفقاز در پیش گرفت. هدف او فتح سرزمین‌های میان رودهای ارس و کر بود. چون به نزدیکی ارس رسید، نیروهای خود را به ۳ گروه تقسیم کرد. جناح چپ را به سمت ایروان فرستاد؛ جناح راست را راهی دشت مغان کرد و خود مرکز را برعهده گرفت تا قلعه شوشی را تصرف کند. ابراهیم‌خان، حاکم قره‌باغ، مدت‌ها بود که انتظارش را می‌کشید. او مرکز حکومت خود را مستحکم کرده و سپاه بزرگی برای پس راندن آقامحمدخان آماده کرده بود. ابراهیم‌خان ابتدا تلاش کرد مانع از پیشروی خان قاجار شود اما شکست خورد و به درون دیوارهای شوشی عقب نشست؛ در حالی که پیش قراولان آقامحمدخان در تعقیبش بودند. سپس خود محمدخان رسید؛ محاصره شوشی آغاز شد.
محاصره از ژوئیه ۱۷۹۵ م. تا اوت همان سال، نزدیک به یک ماه، طول کشید. در طول این زمان، هم‌پیمانان منطقه‌ای ابراهیم‌خان نظیر خان‌های باکو و دیگر مناطق مطیع آقامحمدخان شدند. چون محاصره به درازا کشید، هر دو طرف تصمیم گرفتند به آن پایان دهند؛ نتیجتاً، ابراهیم‌خان رسماً تابع آقامحمدخان شد، قرار شد به او خراج پرداخت کند و گروگان تحویل دهد اما اجازه نداد که خان قاجار وارد شوشی شود. از آنجا که هدف اصلی آقامحمدخان از این سفر فتح گرجستان بود، این شرایط را پذیرفت تا راه تفلیس باز شود.

### شرایط در گرجستان
در ۱۷۸۳ م، یعنی زمانی که آقامحمدخان به تازگی فتوحات خود را آغاز کرده بود، پیمان‌نامه‌ای میان ایراکلی‌خان، پادشاه کاختی و کارتلی و کاترین دوم، تزارینای روسیه، امضا رسیده بود که گرجستان را به تحت‌الحمایه روسیه تبدیل کرده و به وابستگی آن سامان به ایران پایان داده بود. همچنین، بنا به یکی از مفاد عهدنامه قرار بود نیروهای روس در گرجستان بمانند تا در صورت حمله ایران یا عثمانی، از آن کشور محافظت کنند اما پس از جنگ روسیه و عثمانی در ۱۷۸۷ م، روس‌ها آنجا را ترک کرده بودند. نتیجتاً، ایراکلی نزدیک به یک دهه پس از آن اتفاق، حالا خودش را در برابر دولت تجدید حیات یافته ایران تنها می‌دید. آقامحمدخان توجه ویژه‌ای به اتفاقات گرجستان داشت؛ حتی زمانی که نبردش با زندیان به تازگی آغاز شده بود. او قطعاً نمی‌توانست از خطری که نزدیک شدن روس‌ها به قفقاز می‌توانست برای دولتش ایجاد کند، بی‌اطلاع باشد؛ به خصوص پس از حضور هیئت روس در گیلان و استرآباد. در ۱۷۸۵ م، ایراکلی‌خان سفیری نزد آقامحمدخان قاجار فرستاد. خان قجری به او وعده داد که اگر حمایت نظامی روس‌ها را برای نبردش با سلسله زند جلب کند، او را به حاکمیت آذربایجان منصوب خواهد کرد. ۵ سال بعد که آقامحمدخان آذربایجان را فتح کرد، تفلیس به اضطراب افتاد. ایراکلی‌خان از پطرزبورگ درخواست یاری کرد اما جوابی نیامد. زمانی که خبر حمله آقامحمدخان به قفقاز رسید، ایراکلی‌خان به صورت اضطراری از روسیه کمک خواست اما روس‌ها موضوع را جدی نگرفتند.
آقامحمدخان به ایراکلی هشدار داد که عهدنامه گرجیوسک را باطل اعلام کرده و مجدداً به زیر چتر ایران بازگردد؛ وعده داد در صورت پذیرش، حاکمیت او را بر ولایت گرجستان حفظ کند. آقامحمدخان، به عنوان پادشاه ایران، فتح گرجستان را متفاوت از تابع کردن شیراز، اصفهان یا تبریز نمی‌دید و از دست دادن آن را به اندازه چشم‌پوشی از خراسان غیرقابل قبول می‌دانست. او حاضر بود در ازای پس‌گیری آن مناطق، از عملی که آن را «خیانت‌آمیز» به حساب می‌آورد، چشم‌پوشی کند اما ایراکلی نپذیرفت. جنگ اجتناب‌ناپذیر شد.

### نبرد کرتسانیسی

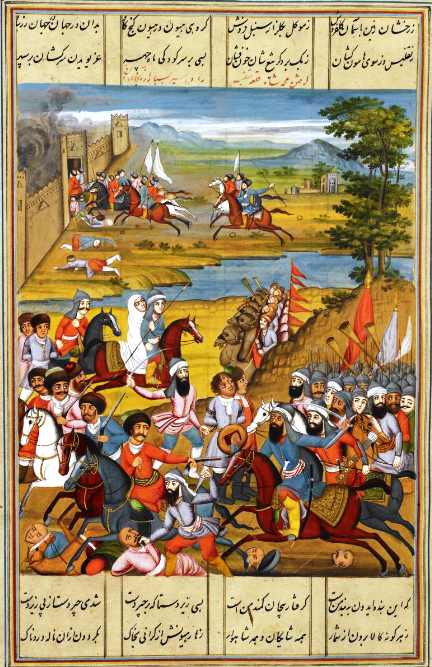
نبرد کرتسانیسی در یک مینیاتور ایرانی مربوط به دوران قاجار.

آقامحمدخان از شوشی به سمت گنجه راهی شد. در ۱۷۹۵ م/۱۲۱۰ ه‍.ق خان گنجه، جوادخان، بدون جنگ به او تسلیم شد. از گنجه، آقامحمدخان نامه‌ای تهدیدآمیز به ایراکلی نوشت و او را به اطاعت از خود فراخواند و وعده داد که او را در سمت خودش ابقا خواهد کرد. نامه را به دو شیوه روایت کرده‌اند. نخست آنکه نوشت:

آن حضرت می‌داند که گرجستان ۱۰۰ نسل است که به ایران تعلق دارد. حالا با شگفتی می‌بینیم با روس‌ها، که کاری جز تجارت با ایران ندارند، نشست و برخاست دارید… سال قبل مجبورمان کردید گروهی از گرجی‌ها را بکشیم؛ حال آنکه ما نمی‌خواهیم رعایای خودمان را با دست خودمان نابود کنیم… اگر از اوامر ما اطاعت نکنید، در مدت کوتاهی به گرجستان لشکر می‌کشیم و خون گرجی‌ها و روس‌ها را می‌ریزیم و از آن رودی به بزرگی کر جاری خواهد شد.

و دیگر آنکه، به نقل از فارسنامه ناصری، نوشت:

می‌دانیم از عصر شاه اسماعیل صفوی آن ولایت به ایران تعلق داشته است و تو باید از شرایط عقل خارج نشده و تابعیت ما را قبول نمایی… اگر اطاعت کنی، تو را والی آن ولایت می‌کنیم؛ گر نه، با تو مثل دیگران رفتار خواهد شد.
نزدیکان ایراکلی نظرات متفاوتی داشتند اما خود او هشدار خان قاجار را نادیده گرفت. او مجدداً فرستاده‌هایی به پطرزبورگ فرستاد. خود به همراه سیلمان دوم، پادشاه ایمیریتی (ولایتی در غرب گرجستان) رو به سمت جنوب کرد تا برای دفاع از تفلیس آماده شود. آقامحمدخان به همراه نیمی از نیروهایش، که ۳۵ تا ۴۰ هزار تن نوشته‌اند، از ارس عبور کرد و به مواضع ایراکلی و سلیمان در جنوب تفلیس تاخت. ایراکلی، در حالی که بسیاری از بزرگان گرجی تنهایش گذاشته بودند، حدود ۵ هزار سرباز داشت که ۲ هزار تن از آن‌ها تحت فرمان سلیمان بودند. آن‌ها از خود مقاومت سختی نشان دادند و در دو روز اول نبرد، در نهم و دهم سپتامبر، نیروهای ایرانی را عقب راندند.

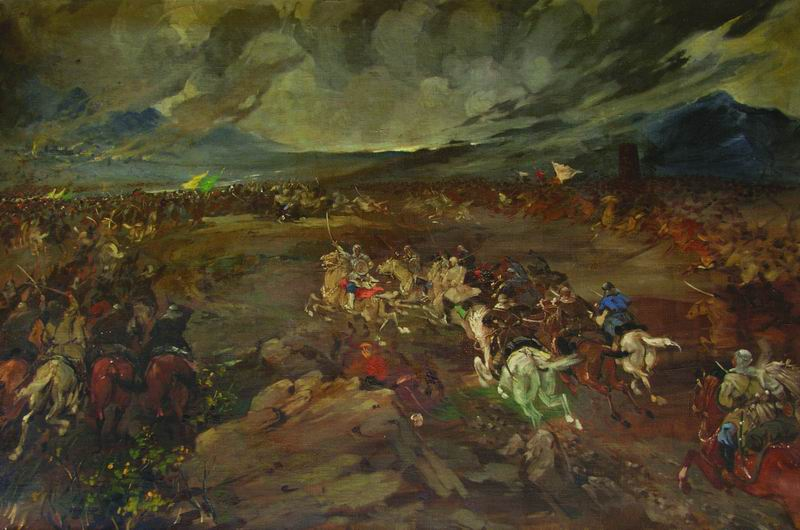
نبرد کرتسانیسی، اثری از والرین سیدامون اریستوی.

مطابق روایتی، آقامحمدخان تصمیم گرفت که جنگ را خاتمه دهد و عقب‌نشینی کند اما شخصی از داخل شهر به او پیام داد که دیگر نیرویی برای گرجی‌ها باقی نمانده است. در ساعت‌های اولیه روز یازدهم، آقامحمدخان شخصاً فرماندهی را برعهده گرفته و با تمام نیروهایش به تفلیس حمله کرد. نقل کرده‌اند که برای به هیجان آوردن سپاه برای آن‌ها ابیاتی از شاهنامه فردوسی خواند. درگیری سختی بین توپخانه‌ها و سواره‌نظام دو سپاه درگرفت؛ تا اینکه سپاه ایرانی موفق شد از رود کر عبور کند و از جناح دیگر بر آن‌ها بتازد. ایراکلی ابتدا بنا داشت ضدحمله‌ای را ترتیب دهد اما در نهایت تصمیم گرفت به داخل تفلیس عقب بنشیند. تا غروب خورشید بیشتر نیروهای گرجی از پای درآمده بودند. آخرین بازمانده‌های توپخانه گرجی‌ها برای مدتی سپاه آقامحمدخان را عقب نگه داشت و این موضوع به ایراکلی فرصت داد که به همراه ۱۵۰ نفر از نزدیکانش از تفلیس خارج شده و به کوه‌ها پناه ببرد. جنگ در خیابان‌های تفلیس و دژ ناری‌قلعه ادامه پیدا کرد. تنها چند ساعت بعد، آقامحمدخان تفلیس را کاملاً در اختیار داشت و دستور به قتل‌عام مردمش داد. در بین کشته‌شده‌ها، یکی دوسیتئوز، اسقف اعظم تفلیس بود. پس از آن، نیروهای ایرانی عقب‌نشینی کردند و ۱۵٬۰۰۰ نفر را هم از تفلیس به مناطق داخلی ایران کوچ دادند. تلفات ارتش آقامحمدخان را ۱۳٬۰۰۰ نفر نوشته‌اند.
یک شاهد عینی که چند روز پس از پایان نبرد وارد تفلیس شده بود، دربارهٔ آن نوشته است: «راهم را ادامه دادم… و وارد تفلیس شدم… در بهت و حیرت، آنچه آنجا دیدم زنان و کودکان قتل‌عام‌شده با شمشیر دشمن بود. دیگر از مردها نپرس که تنها جنازه بیش از ۱٬۰۰۰ نفر آن‌ها را در یک برج کوچک انداخته بودند… هنوز از شهر دود بلند می‌شد.» تحمیل چنین شکستی بر دست‌نشانده روس‌ها، ضربه بزرگی به پرستیژ و اعتبار آن‌ها بود. نتیجتاً، روسیه یک سال بعد به ایران اعلان جنگ داد.

### تاج‌گذاری به عنوان پادشاه ایران

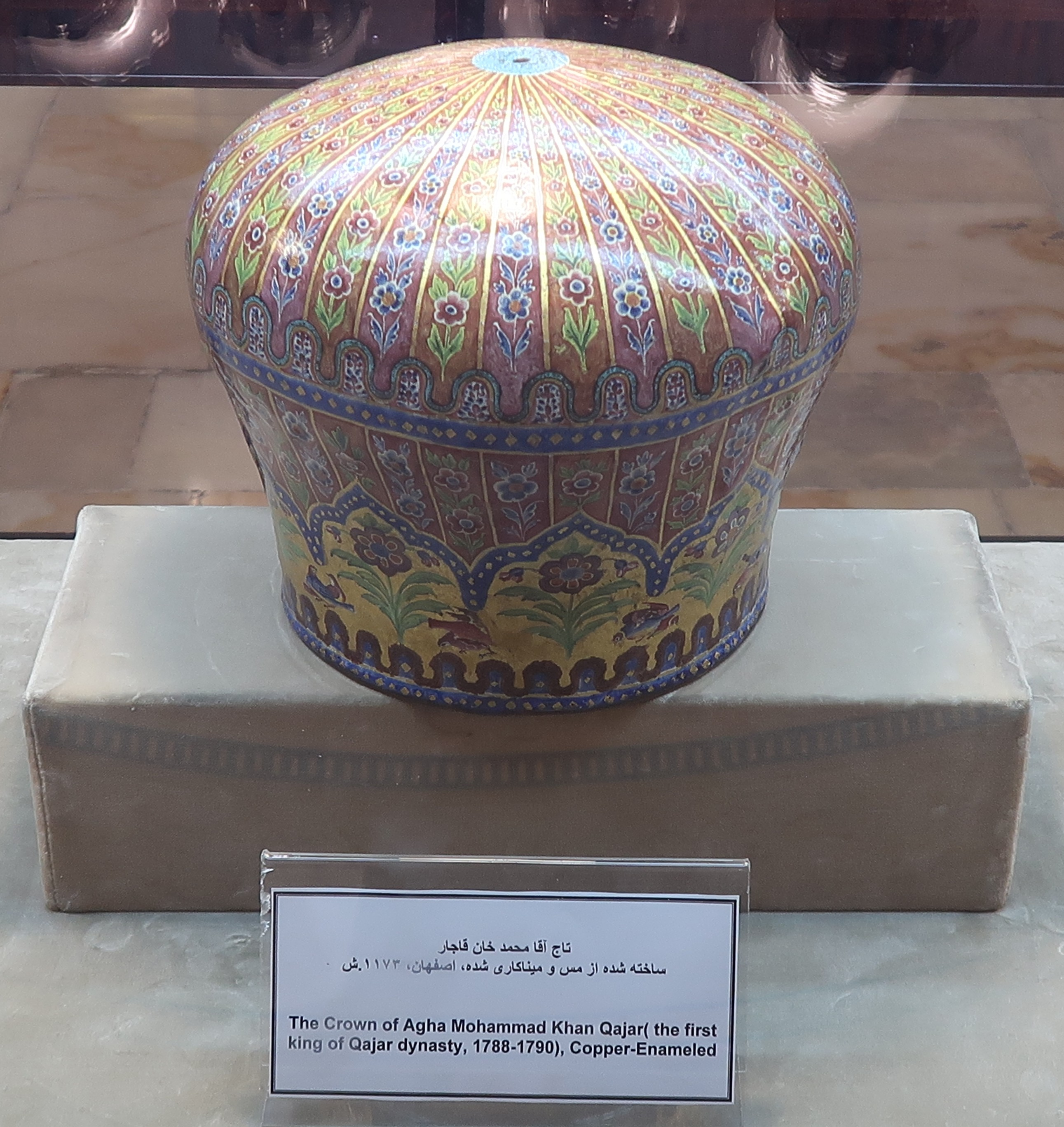
تاج آقامحمدخان قاجار در موزه کاخ گلستان تهران.

آقامحمدخان پس از ترک تفلیس سپاهش را راهی دشت مغان کرد و در ۱۷۹۶ م. آنجا را به عنوان اردوی زمستانی خود برگزید. دشت مغان جایی بود که نادرشاه در ۱۷۳۶ م، بزرگان ایران را گرد آورد و رسماً خودش را پادشاه ایران اعلام کرد. آقامحمدخان تا آن روز از پذیرش عنوان شاهی خودداری کرده بود، بخشی به دلیل احترام به ابوالفتح محمد میرزا، یک مدعی عضو سلسله صفوی و بخشی به دلیل اینکه هنوز همه ایران را زیر پرچم خود متحد نساخته بود. با این وجود، به نظر می‌رسد که یک تاج‌گذاری غیررسمی پیش از آن انجام شده بود؛ چنان‌که فارسنامه ناصری می‌نویسد: «در شهر طهران در روز یکشنبه یازدهم جمادی‌الاول همین سال ۱۲۰۰ (هـ. ق) بر اریکه جهانبانی نشست و فرمود تا تمامیت ممالک ایران را تحت اختیار خود نیارم نام شاهی بر خود نگذارم.»
در دشت مغان به سال ۱۷۹۶ م. سران ایل قاجار و بزرگان دولت، به رهبری حاج ابراهیم کلانتر، از او خواستند که پیش از لشکرکشی به مشهد جهت تابع ساختن خراسان، خودش را پادشاه اعلام کند. در پذیرش «درخواست» آنان، معروف است که بنا به گفته فارسنامه ناصری از حسن فسائی، خان قاجار از آنان پرسید که «آیا به من تکلیف می‌کنید که پادشاه باشم؟» و پس از تصدیق موضوع توسط سران لشکری و کشوری، ادامه داد که «نخواسته‌ام تا زمانی که همه ممالک ایران را تحت اختیار نیاورده‌ام، خود را شاه بخوانم. پس بدانید که این جز رنج و خستگی چیزی برای شما نخواهد داشت.» در اردبیل در حرم شیخ صفی‌الدین شمشیر شاه اسماعیل را بر بالای قبر آویزان کردند و نمازگزاران بر او دعا خواندند. روز بعد شمشیر را از اردبیل برای پادشاه جدید فرستادند و به او تقدیم کردند.
در تهران مقدمات تاج‌گذاری را فراهم کردند و منجمان نوروز ۱۱۷۵ ه‍.ش را برای مراسم فرخنده یافتند. آقامحمدخان بر روی تخت مرمر نشست، تاجی تزئین شده با مروارید بر سر نهاد؛ جامه ابریشمی بر تن کرد؛ الماس‌های تاج‌ماه و دریای نور — که از لطفعلی‌خان گرفته بود — را بر بازو و گردن آویخت؛ شمشیر شاه اسماعیل یکم را بر کمر بست و پادشاه ایران شد.

### در راه خراسان
آقامحمدخان خود راهی خراسان شد و حاج ابراهیم کلانتر را برای اداره کشور در تهران گذاشت. در همان خلال، دو دیپلمات فرانسوی، ژان گیلم بروژیره و گیلم آنتونین الیویه، به تهران آمده و با صدراعظم ملاقات کردند. هدف آن‌ها این بود که شاه را متقاعد کنند که حکومت خود بر گرجستان را تحکیم کرده و پیش از آنکه روس‌ها قفقاز جنوبی را ضمیمه کنند، از طریق سامگرلو راهی ارتباطی با اروپا ایجاد کند.
همزمان، وضعیت آشفته‌ای در خراسان برقرار بود و فتح آن برای آقامحمدخان سخت به نظر نمی‌رسید. این منطقه که پیش از این از نبرد میان زندیان، بختیاری‌ها و قاجارها دور مانده بود، تا سال ۱۷۷۳ م. تحت سلطه احمدشاه درانی قرار داشت اما با مرگ او جانشینانش تمرکز خود را بر تاخت و تاز در شبه‌قاره هند گذاشتند. نتیجتاً، در اواخر قرن ۱۸، خراسان در هرج و مرج سیاسی بود. در مشهد، شاهرخ‌شاه، نوه نادر، فقط به اسم حاکم بود و بیرون از مشهد، حکام محلی قدرت را در دست داشتند که اسحاق‌خان، حاکم تربت‌حیدریه، قوی‌ترینشان بود. در شرق البرز خان‌های کرد حکومت می‌کردند و در شمال، مرز بین ایران و خیوه، در دست ترکمن‌ها بود. در چنین وضعیتی جنگ‌های ایلاتی، غارت کاروان‌های تجاری و یورش جهت به اسارت گرفتن برده و تصاحب مال و احشام اتفاقی روزمره بود.
آقامحمدخان از مسیر گرگان وارد خراسان شد. سفر او در ظاهر برای زیارت حرم رضا بود. در مسیر در استرآباد توقف کرد تا ترکمن‌های گوکلان را به دلیل حملات و غارت‌هایی که در آن شهر آن ولایت انجام داده‌اند، سرکوب کند. مطابق روایتی که گوش فریزر رسیده بود، او دستور داد انگشت شصت دست راست تمام اسیران مرد را قطع کرده و در خاک دفن کنند. سپس راه مشهد در پیش گرفت؛ خان‌های محلی که مقاومت را بیهوده می‌دیدند، در برابرش تسلیم شدند. شاه همه آن‌ها را مجبور کرد افرادی را به عنوان گروگان به او تسلیم کنند و سپس آن گروگان‌ها را به تهران فرستاد.

### ورود به مشهد
چون آقامحمدخان به مشهد نزدیک می‌شد، شاهرخ‌شاه به همراه جمعی از افراد برجسته مشهد از جمله میرزا مهدی، مجتهد مشهد، به استقبالش آمد. شاه ایران حسین‌قلی (برادر فتحعلی) را به استقبالشان فرستاد و با آن‌ها، به خصوص با آن روحانی، با احترام زیادی برخورد شد. آقامحمدخان سپس سلیمان‌خان قاجار را با ۸٬۰۰۰ نفر راهی مشهد کرد تا کنترل شهر را در اختیار بگیرد و به وسیلهٔ جارچیان عظمت و بزرگواری پادشاه تازه را که برای استقرار نظم و حکومت عدل به اینجا می‌آید، اعلام دارد. مشهد بدون هیچ برخوردی فتح شد.
شاه روز بعد با پای پیاده مسیر مشهد را در پیش گرفت؛ چون شاه‌عباس اول که این کار را به دفعات انجام داده بود. آقامحمدخان به عنوان یک زائر وارد شهر شد و در راه گریه می‌کرد و زمین را می‌بوسید. وارد حرم رضا شد و برای ۲۳ روز آنجا ماند؛ به گونه‌ای که از اتفاقات دولت غافل شد. پس از پایان زیارت دستور داد که بقایای جسد نادرشاه را از قبر خارج کرده و به تهران بفرستند تا در کنار کریم‌خان دفن کنند. بقایای نادرشاه تا زمان پهلوی همان‌جا ماندند.
پس از آن نوبت به جواهرات معروف نادری رسید. شاهرخ قول داد که با تمام توان همکاری کند و مقداری از آن‌ها را به شاه تسلیم کرد. آقامحمدخان که قانع نشده بود، دستور به شکنجه شاهرخ داد و شاهرخ تحت فشار شکنجه، محل اختفای بخشی از الماسها را فاش کرد. دستور به شکنجه مجدد داده شد و این بار بود که مجبور به تسلیم کردن یاقوت بزرگ اورنگ‌زیب که آقامحمدخان بیش از دیگر جواهرات به دنبالش بود، گردید. سپس دستور داده شد شاهرخ را به همراه خانواده‌اش راهی مازندران کنند. او در راه در دامغان درگذشت. وی در زمان مرگ ۶۳ ساله بود.

### آمادگی حمله به بخارا
شاه مدتی در مشهد ماند و به اوضاع خراسان رسیدگی کرد. ظاهراً هدف او حمله به هرات که در آن زمان در دست درانی‌ها بود اما در گذشته ولیعهد ایران بر آن حکومت می‌کرد، بود. او سفیری نزد پسران تیمورشاه درانی در کابل و هرات فرستاد و از آنان خواست که اظهار اطاعت کنند، در امور ماوراءالنهر دخالت نکنند و بلخ را تسلیم کنند. همچنین، جان ملکم نوشته است که نقشه حمله به بخارا را در سر می‌پروراند. شاه سفیری راهی بخارا کرد و در نامه خود، به جای اینکه حاکم کنونی شهر یعنی شاه‌مراد را خطاب قرار دهد، نامه را خطاب به ابوالقاضی‌خان، حاکم برکنارشده، نوشت. دلیل این کار، حمله شاه‌مراد به مرو و کوچ اهالی آن به بخارا بود. آقامحمدخان شاه‌مراد را تهدید کرد که مرو را تخلیه کرده و اسرای ایرانی را آزاد کند:
بلخ بامی و مرو شاهیجان و زمین داور و سیستان و قندهار و کابل از اجزای ملک پادشاهان ایران بوده‌اند. اکنون شما را چه افتاده که بلخ بامی و مرو شاهیجان را تصرف نماید و آنگاه دست بر قتل بیرامعلی‌خان قاجار عزالدینلو که از طوایف علیه ماست گشاید… به تختگاه موروث و مکتسب خود بازگردند و گرد کینه و فزونی نگردند تا ما نیز به حدود و سنور و ثغور قدیمه ایران قانع شویم و از این سوی آب جیحون فراتر نجوییم.
گفته‌اند شاه‌مراد جواب نامه را با توهین داده اما دستوری مبنی بر آمادگی اسرای ایرانی صادر کرد که اگر لازم شد، به ایران بازگردند. در همین زمان، روس‌ها به قفقاز حمله کردند. آقامحمدخان به تهران بازگشت.

### حمله روسیه به قفقاز

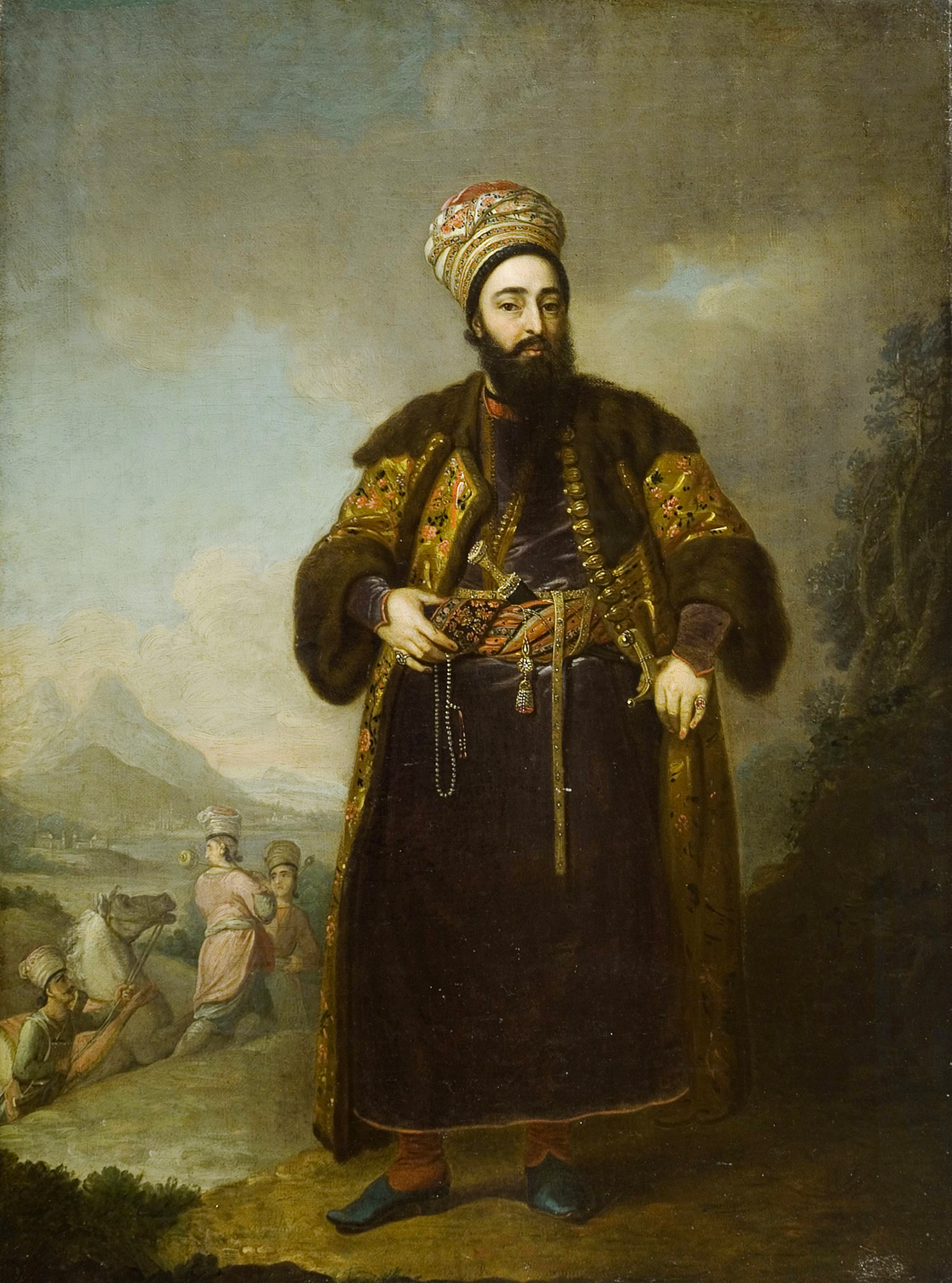
مرتضی‌قلی‌خان، برادر آقامحمدخان که به روسیه پناهنده شد. یکی از اهداف حمله روس‌ها به ایران به قدرت رساندن او بود.

چون خبر تسخیر تفلیس در ۱۷۹۵ م. به روسیه رسید، ژنرال ایوان گودوویچ که ابتدا موضوع حمله به گرجستان را جدی نگرفته بود، به کاترین کبیر نامه نوشت که حمله به دست‌نشانده روسیه تفاوتی با حمله مستقیم به روسیه ندارد و پیشنهاد داد که تزارینا حمله تلافی‌جویانه‌ای علیه شاه تدارک ببیند. کاترین پیشنهاد را پسندید و با کمک پلاتون زوبوف، شروع به آمادگی برای حمله کرد. کاترین وظیفه فرماندهی حمله را به والریان زوبوف، برادر پلاتون، سپرد. والریان با ۳۰٬۰۰۰ سرباز راهی شد و وظیفه داشت که خان‌های شرق قفقاز را تابع روسیه کرده و آقامحمدخان را برکنار و برادرش مرتضی‌قلی که به روسیه پناهنده شده بود را به جای او به سلطنت برساند.
زوبوف وعده داد که سپتامبر در اصفهان خواهد بود؛ هرچند هرگز از ارس عبور نکرد. با این حال، او موفق شد تعدادی از خان‌های قفقاز شرقی را مطیع روس‌ها کند. وی همه خوانینی که حاضر به اطاعت شدند را در سمت خود باقی گذاشت. همه تسلیم شدند؛ به جز محمدخان ایروانی. با این حال، سپاه روس به او حمله نکرد. همچنین مشخص شد که ۳ تن از خان‌هایی که تسلیم شده بودند، برنامه قتل او را در سر می‌پروراندند. با این حال، وی فرصت تازه‌ای به آن‌ها داد. از آن ۳ نفر، خان‌های قره‌باغ و شکی اظهار اطاعت کردند اما خان شروان به کوه‌ها پناه برد و قلمرویش توسط زوبوف تسخیر شد. شیخعلی‌خان دربندی هم مقاومت کرد و پس از محاصره‌ای دوماهه، شکست خورد و برکنار شد.
برنامه‌ریزی ضعیف، ناآشنایی با قفقاز، عدم پیروی از برنامه‌های قبلی توسط زوبوف و حرکت نزدیک مرز عثمانی که باعث می‌شد روس‌ها نتوانند لشکرکشی بزرگی را ترتیب دهند، سپاه روس را در وضعیت خطرناکی قرار داد اما در ۱۷ سپتامبر، کاترین دوم درگذشت و جانشین او، پاول اول، فردای روز مرگ سلف خود، سپاه را به روسیه فراخواند و حمله را ملغی کرد. سپاه روس عقب‌نشینی کرد و تا بهار ۱۷۹۷ م. از قفقاز خارج شده بود؛ هفته‌ها قبل از رسیدن آقامحمدخان.

### ورود آقامحمدخان به شوشی
آقامحمدخان که به تهران رسید، به نیروهای نظامی ولایات دستور داد که با سربازانشان راهی تهران گردند تا بهار سال آینده با روس‌ها روبرو شوند. ظاهراً، انتظار داشت که این حمله زیادی طول بکشد؛ زیرا فتحعلی را نایب‌السلطنه خود اعلام کرد. او میرزا شفیع‌صدر و میرزا محمدخان قاجار که از معتمدانش بودند را به حاکمیت تهران گماشت و به آن‌ها امر کرد در صورتی که اتفاقی افتاد، تا زمان ورود فتحعلی از فارس کسی را به شهر راه ندهند. شاه در ژوئن ۱۷۹۷ م. تهران را ترک کرد. او افرادی که بیم داشت که در صورت عدم بازگشتش برای به سلطنت رسیدن نایب‌السلطنه دردسر ایجاد کنند را هم با خود برد. همچنین، حاج ابراهیم هم همراهش بود. آقامحمدخان قرار بود از مسیر آذربایجان وارد قره‌باغ، شروان و گرجستان شود اما زمانی که در سلطانیه اردو زده بود، خبر عقب‌نشینی زوبوف به او رسید.
با شنیدن وضعیت قفقاز، برنامه تغییر کرد. حمله به گرجستان دیگر فوریتی نداشت؛ نتیجتاً، آقامحمدخان تصمیم گرفت که به قره‌باغ لشکر بکشد تا ابراهیم‌خان، حاکم آنجا را که با روس‌ها پیمان بسته بود و پل‌های ارتباطی دو ساحل ارس را از بین برده بود را مجازات کند. سپاه شاهی از میانه راهی اردبیل شد و از آنجا مسیر شوشی، مرکز قره‌باغ، در پیش گرفت. در آدینه‌بازار، گروهی از بزرگان شوشی به استقبالش آمدند و به او خبر دادند که ابراهیم‌خان به همراه خانواده‌اش به داغستان فرار کرده است. آقامحمدخان سپاه خود را به رهبری حاج ابراهیم کلانتر و سلیمان‌خان قوانلو در آدینه‌بازار گذاشت. حسینقلی‌خان و پسران فتحعلی، حسینعلی‌میرزا و محمدقلی‌میرزا، نیز با آنان بودند. خودش با ۵٬۰۰۰ اسب‌سوار و ۳٬۰۰۰ پیاده وارد شوشی شد.

### قتل
ورود به شوشی در ۱۷۹۷ م/۱۲۱۱ ه‍. ق، زمینه‌ساز پایان زندگی آقامحمدخان شد. مطابق روایت‌های موجود، در سومین روز اقامت در شوشی، یک درگیری میان دو تن از خدمتکاران، صادق گرجی و خداداد اصفهانی، رخ داد. آن‌ها سر و صدایی بلند کردند که باعث آشفتگی شاه شد و وی دستور داد اعدامشان کنند. صادق‌خان شقاقی، از سرداران آقامحمدخان، تلاش کرد وساطت کند و آن دو خدمتکار را از مرگ رهاند اما شاه نپذیرفت. صادق‌خان به او یادآوری کرد که چون جمعه است، بهتر است آن را به روز دیگری منتقل کند؛ آقامحمدخان نیز پذیرفت که یک روز اجرای حکم را عقب بیندازد. با اعتماد به نفسی فوق‌العاده یا حماقتی عجیب، شاه اجازه داد که آن خدمتکاران به وظیفه خود ادامه دهند و دستور به دستگیریشان نداد. آن‌ها نیز مرگ خود را حتمی می‌دیدند، در ۱۸ ژوئن ۱۷۹۷ م/۲۱ ذی‌الحجه ۱۲۱۱ ه‍.ق با همکاری یک خدمتکار دیگر به نام عباس مازندرانی، بر سر شاه ریختند و او را کشتند.
مرگ آقامحمدخان در مجموع اتفاق مبهمی است. مشخص نیست که این روایت حقیقت دارد یا اینکه توطئه بزرگ‌تری برای قتل او در جریان بوده است. ممکن است صادق‌خان شقاقی برنامه‌ریز نقشه‌ای جهت قتل شاه بوده باشد یا اینکه آن دسته از خان‌های قفقاز که با روسیه همکاری کردند، از ترس آقامحمدخان برنامه قتلش را ریختند. شاید صادق‌خان گرجی یکی از بازماندگان نبرد کرتسانیسی و کشتار تفلیس بوده باشد.
به هر حال، آن ۳ خدمتکار جواهرات شاه از جمله دریای نور و تاج ماه را برداشتند و به صادق‌خان شقاقی تحویل دادند. او نیز آن ۳ تن را تحت مراقبت خود گرفت. صادق‌خان سپس با سربازان خود به تبریز تاخت و اردوی شاهی در شوشی نیز به غارت رفت. آشوب در سپاه آقامحمدخان بالا گرفت و ابراهیم‌خان کلانتر، در پی ایجاد نظم، گروهی را به فرماندهی حسینقلی‌خان (برادر فتحعلی‌شاه) از راه تالش، شفت و رشت به تهران فرستاد و خود با تفنگچیان فارسی و مازندرانی از اردبیل و زنجان به دارالخلافه بازگشت.
جسد آقامحمدخان توسط علمای شوشی دفن شد. بعدها که فتحعلی‌شاه در تهران مستقر گردید، دستور داد بقایای او را به تهران منتقل کرده و در حرم عبدالعظیم حسنی دفن کنند. در ۲۶ جمادی‌الاول ۱۲۱۲ / ۱۶ دسامبر ۱۷۹۷، مجدداً او را نبش قبر کردند و جسدش را با تشریفاتی خاص به نجف، عراق انتقال دادند و پشت حرم علی بن ابی‌طالب دفن کردند. امروزه اثری از مقبرهٔ او وجود ندارد. فتحعلی‌شاه همچنین صادق‌خان شقاقی را بعدها در جنگی شکست داد و جواهرات سلطنتی را پس گرفت. قاتلان نیز دستگیر شدند و به دستور شاه با جدا کردن مفاصل و زنده زنده به آتش کشیدن، کشته شدند.

### روایت دیگر قتل
عبدالله مستوفی در کتاب شرح زندگانی من که یکی از منابع مهم در مطالعه دوران قاجاریه محسوب می‌شود، دلیل به قتل رسدن او را این‌گونه شرح می‌دهد: «در ایام محاصره شوشا(شهرستان شوشی در جمهوری آذربایجان)، مقداری خربزه برای شاه آورده بودند که تحویل آبدار خود نموده و امر داده بود که هر وعده مثلا نصف یک دانه از آن‌ها را که یک ظرف می‌شود در سفره غذای او بگذارند. 
خربزه‌ها زودتر از حسابی که شاه داشته است تمام می‌شود. شاه تاریخ روز آوردن خربزه‌ها و این‌که چند دانه آن به مصرف رسیده و چند دانه آن باید باقی باشد دقیقا تعیین می‌کند و از آبدار باقیمانده را مطالبه می‌نماید.
آبدار هم نجات را در حقیقت‌گویی می‌پندارد و اعتراف می‌کند که با دو نفر از پیشخدمت‌ها آن‌ها را خورده‌اند. 
شاه برای همین جرم، امر به کشتن هر سه نفر می‌دهد. بعد از آن که به خاطر او می‌آورند که شب جمعه است، اعدام آن‌ها را به صبح شنبه محول می‌نماید و چون محکومین به تجربه می‌دانستند که حکم شاه استیناف‌پذیر نیست، شب شنبه سه نفری وارد اتاق خواب او شده کارش را می‌سازند و جواهرهای سلطنتی را برداشته فرار می‌کنند. 
جسد آغامحمدخان قاجار را ابتدا در قلعه شوشی به خاک سپردند. بعد از اینکه فتحعلی شاه روی کار آمد، دستور داد جسد آغامحمدخان قاجار را از شوش به تهران بردند و در نهایت پیکر او در نجف اشرف دفن شد.

## میراث

### یکپارچگی ملی ایران

پرچم ایران در دوره پادشاهی آقامحمدخان.

از زمان سقوط اصفهان، کشور ایران دهه‌ها جنگ، آشوب و ناامنی را سپری کرده بود تا اینکه در نهایت آقامحمدخان قاجار موفق شد در پی مجموعه‌ای از جنگ‌های طولانی که تقریباً همه دوران پادشاهی او را به خود اختصاص داد، وحدت ملی را به این کشور بازگرداند. بدین جهت، پادشاهی او آغازی بر دوره نوینی در تاریخ ایران بود و دولت متحد ایران به شکل کنونی از آن زمان شکل گرفت. آنچه میراث او را از میراث نادر و کریم‌خان متمایز می‌کرد، این بود که او سرنوشت جانشینانش را به قضا و قدر واگذار نکرد و تقریباً همه برادرانش را از پیش رو برداشت تا از ثبات سلطنت باباخان (فتحعلی‌شاه) اطمینان حاصل کند. با این حال، آنچه آقامحمدخان به جا گذاشت، هنوز مسیر تبدیل شدن به یک دولت با ثبات را طی نکرده بود؛ هرچند به آن مسیر پا گذاشته بود. حاج ابراهیم کلانتر در این موضوع تأثیر مهمی گذاشت؛ زیرا او بود که نخستین قدم‌ها در تبدیل یک اتحادیه ایلی به دولتی واقعی را برداشت.
آنچه بر اهمیت این یکپارچگی در زمان آقامحمدخان می‌افزاید این است که در همان دهه‌ها بود که دولت‌های اروپایی به قدرت‌های جهانی تبدیل شده بودند و روسیه نیز قدرت غالب منطقه بود؛ جنگ‌های آقامحمدخان تنها چند سال پیش از روبرو شدن ایران با قدرت‌های مهاجم اروپایی روی داد. نتیجتاً، یکپارچگی ایران در زمان آقامحمدخان با اتفاقات مشابه پیشین — مانند آنچه در زمان شاه اسماعیل اول رخ داده بود — در فضایی متفاوت انجام پذیرفته بود.

### انتقال پایتخت به تهران
خان قاجار در پاییز ۱۷۸۵ م. وارد تهران شد و چنان‌که منابع دوره قاجاریه می‌گویند، آن را «مقر اساس سلطانی» و «مقر ایالت و مرکز خلافت» تبدیل کرد. او زمانی که اصفهان را ترک کرد، معماران و صنعتگران زیادی را با خود از آن شهر به تهران برد. خان قاجار اندکی پس از ورود به تهران اعضای خانواده‌اش را هم از مازندران به آن شهر انتقال داد.
دربارهٔ دلیل انتخاب این شهر به عنوان مرکز حکومت نظرها متفاوت است. ساروی، نویسنده تاریخ محمدی، بر آن است که تهران در مرکزیت سرزمین‌هایی که آقامحمدخان تا به آن روز فتح کرده بود، قرار داشت. نتیجتاً، انتخاب طبیعی برای مرکزیت حکومت بود. چلاوی، نویسنده تاریخ ملک‌آرا، دو دلیل ذکر کرده: یکی آنکه تهران بین مازندران و مرکز ایران واقع بود و دیگری آنکه رقیب بزرگی در آنجا حکومت نمی‌کرد. به هر روی، آقامحمدخان بنا به دلایل جغرافیایی و استراتژیکی و نزدیکی تهران به مازندران این تصمیم را گرفت.
سندی مربوط به سال ۱۷۸۷ م. موجود است که در آن از تهران با عنوان «دارالسلطنه» نام برده شده است. این نشان می‌دهد که جایگاه تهران به عنوان مرکز حکومت از همان آغاز رسمیت داشته است. البته، در زمان حکومت پادشاهان بعدی از تهران با لقب «دارالخلافه» که لقب پر طمطراق‌تری است، یاد می‌شد.

### شاه شهید
در منابع تاریخی قاجاری، از جمله در تاریخ عضدی به قلم سلطان احمد میرزا عضدالدوله، از آقامحمدخان به عنوان شاه شهید یا خاقان شهید یاد می‌شد. این عنوان را پیش از کشته شدن ناصرالدین‌شاه به آقامحمدخان نسبت می‌دادند.

## شخصیت
آقامحمدخان قاجار شخصیتی برخاسته از دل ایلات بود. کشتارها و خشونت‌هایی که در زمان فتوحات خود بدان متوسل شد، نیز ریشه در همین مسئله داشت که البته در انتها منجر به قتل او شد. به علاوه، خان قاجار در طول زندگی خود اتفاقاتی را تجربه کرد که در شکل‌گیری شخصیت او تأثیرگذار بود. از جمله این اتفاقات، مقطوع‌النسل شدنش توسط عادل‌شاه در کودکی بود. از آن پس، وی را «اخته‌خان» خطاب می‌کردند که چون «خاری در وجودش» بود و هرگز نتوانست خود را از زیر سایه این موضوع بیرون براند. سرشکستگی اسارت پس از کشته شدن پدرش نیز بر شخصیت او بی‌تاثیر نبود.
او همچنین به بیماری صرع دچار بود. یک بار در ۱۷۹۰ یا ۱۷۹۱ م. سکته کرد و برای ۳ روز بیهوش بود. جثه‌اش چنان بود که مانند نوجوانی ۱۵ ساله به نظر می‌رسید و به همین جهت نفرت داشت به او زل بزنند. می‌دانست که وضعیتش را می‌دانند اما تلاش می‌کرد آن را پنهان کند؛ چنان‌که حتی حرمسرا تشکیل داد. دوستدار مطالعه و شکار بود و در زمان خواب برایش شاهنامه می‌خواندند. شجاع و ستیزه‌جو بود اما از کیاست خود بیش از شمشیرش استفاده می‌کرد؛ چنان‌که حاج ابراهیم گفت «سرش برای دستش کاری باقی نمی‌گذاشت» و کریم‌خان «پیران ویسه» خطابش می‌کرد.
او بسیار مؤمن و دیندار بود. هرگز از نماز شب غافل نمی‌شد و گاه بر سر نماز غرق گریه می‌شد. زیارت عاشورا می‌خواند و ذکر می‌گفت. حتی اگر شرایط جسمانیش اجازه نمی‌داد، روزه خود را نمی‌شکست. ساخت گنبد طلا برای حسین و نقره برای علی، بازسازی حرم رضوی و تعدادی مسجد به دستور او انجام شد. با وجود اعتقاد زیادش به اسلام مانند دیگر شاهان شراب می‌نوشید.
اگرچه، به جمع‌آوری ثروت علاقه داشت اما در بخشش به سربازانش یا هزینه‌های مذهبی خساست به خرج نمی‌داد. لباس ساده می‌پوشید و خوراک ساده می‌خورد. علاقه نداشت که مردم در شهرها به استقبالش بیایند یا برایش فتح‌نامه‌های ستایش‌آمیز بنویسند. با مردم عادی و سربازان بسیار بهتر از بزرگان و برجستگان برخورد می‌کرد. مطابق گفته تاریخ عضدی «هر وقت حالت خوشی به او دست می‌داد و دماغی داشت، دوتار که زدن این ساز در میان تراکمه معمول است، می‌زد.»
سر جان ملکم نخستین فرستاده انگلیس در دربار فتحعلی شاه، درباب خلق و خوی آقامحمدخان در کتابش تحت عنوان نمادهایی از ایران می‌نویسد: «سه صفت مشخصه او قدرت‌طلبی، انتقام‌جویی و خست بود.»
غلامحسین زرگری‌نژاد، تاریخ‌نگار، پژوهشگر و استاد برجسته تاریخ دانشگاه تهران در مجله قلم یاران نوشت:
من آقامحمدخان را قاتل، جانی و آدمکش می‌دانستم و حتی هنگامی که کتاب سوم دبیرستان را نوشتم تا می‌توانستم به آقامحمدخان تاختم. اما اکنون توبه می‌کنم به این علت که آقامحمدخان را بر مبنای عوامیّت و شایعه‌هایی که در ذهن من و امثال من وجود داشت، قضاوت کردم؛ بنابراین هنگامی که کتاب «برآمدن قاجار» را شروع کردم، متوجه شدم داستان در مورد آقامحمدخان قاجار به گونهٔ دیگری است؛ مثلاً اینکه آقامحمدخان بیست هزار جفت چشم را در کرمان از حدقه درآورد، دروغ محض است. نه او بلکه لطفعلی‌خان با کمک عنصری بیگانه به نام تیمورشاه درّانی در کرمان قتل‌عام کرد.— غلامحسین زرگری‌نژاد، قلم یاران - شماره ۴۱

## سکه‌شناسی
آقامحمدخان نیز همچون شاهان پیش از خودش اقدام به ضرب سکه در سه جنس طلا، نقره و مس کرد. سکه‌های طلا و نقره که تحت نظر حکومت مرکزی تولید می‌شدند، معمولاً تنها نقوش کتیبه‌ها را برخود داشتند. ضرب سکه‌های مسی (فلوس) جنبه محلی داشت و هر منطقه سکه‌های مسی ویژه خودش را ضرب می‌کرد و مورد استفاده قرار می‌داد. سکه‌های مسی برخلاف دیگر سکه‌ها، مجموعه متنوعی از نقوش کتیبه‌ای و پیکره‌ای را شامل می‌شدند. بنیان‌گذار دودمان قاجار در سال ۱۷۸۷ م (۱۲۰۱ ه‍.ق) واحد تومان با وزن استاندارد ۱۳٫۶ گرم را جایگزین «مُهر اشرفی» ۱۱ گرمی برای سکه‌های طلا کرد. وزن تومان خیلی زود کاهش پیدا کرد و به ۱۱٫۵ گرم در سال ۱۷۸۸ م (۱۲۰۲ ه‍.ق) و ۸٫۲ گرم در سال ۱۷۹۰ یا ۱۷۹۱ م (۱۲۰۴ یا ۱۲۰۵ ه‍.ق) رسید. تنها سکه‌های طلای ربع و نیم تومانی دارای کارکرد اقتصادی بودند. از دیگر از اقدامات پولی آقامحمدخان، ضرب سکه‌های طلای مناسبتی با ارزش ۲۰، ۵۰۰ و ۱۰۰۰ تومان بود. واحد ریال با وزن استاندارد ۱۲٫۶۷ گرم در سال ۱۷۹۲ م (۱۲۰۶ ه‍.ق) توسط آقامحمدخان برای سکه‌های نقره به‌کار رفت. مدتی پیش از آن، واحد ریال برای سکه‌های بی‌نام و نشان امارت دنبلی در ضرابخانه‌های تبریز، خوی و ارومیه به‌کار رفته بود. ارزش هر ریال برابر ۱۲۵۰ دینار (۲۵ شاهی) یا یک‌هشتم تومان بود و تا هنگام معرفی قران توسط فتحعلی‌شاه در سال ۱۸۲۵ م (۱۲۴۱ ه‍.ق) کاربرد خود را حفظ کرد. تعداد کمی سکه نقره از آقامحمدخان شناخته‌شده است.

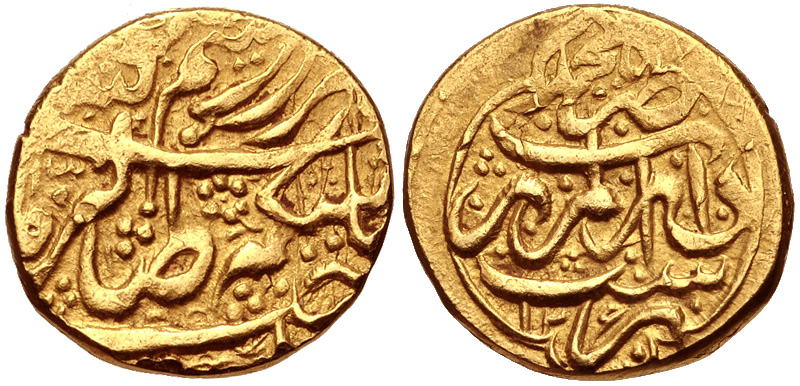
نیم تومانی آقامحمدخان، ضرب دارالمرز رشت به‌سال ۱۲۰۶ ه‍.ق (۱۷۹۲ م)

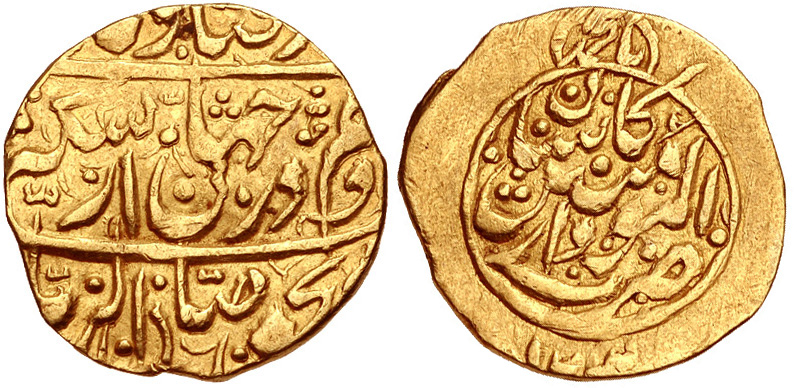
ربع تومانی آقامحمدخان، ضرب دارالمومنین کاشان به‌سال ۱۲۰۴ ه‍.ق (۱۷۹۰ م)

همچون کریم‌خان زند، آقامحمدخان نیز بیت «شد آفتاب و ماه، زر و سیم در جهان / از سکه امام، بحق صاحب‌الزمان» را روی سکه‌ها نقر می‌کرد و مانند او از ذکر صریح نامش بر سکه‌ها خودداری می‌ورزید. در عوض به‌شیوه کریم‌خان که با ثبت عبارت «یا کریم» هم یادی از خدا می‌کرد و هم اشاره‌ای ضمنی به خودش، خان قاجار نیز با ثبت «یا محمد»، همین الگو را این‌بار برای پیامبر اسلام به‌کار برد. دیگر کتیبه‌های مورد استفاده در سکه‌های آقامحمدخان شامل شهادتین و بیت «تا زر و سیم را نشان باشد / سکه صاحب‌الزمان باشد» بودند.

## زمان حکومت در مقایسه با دیگر شاهان قاجار
اعداد سال خورشیدی را نشان می‌دهند: